# Observatoire météorologique du haut Peissenberg

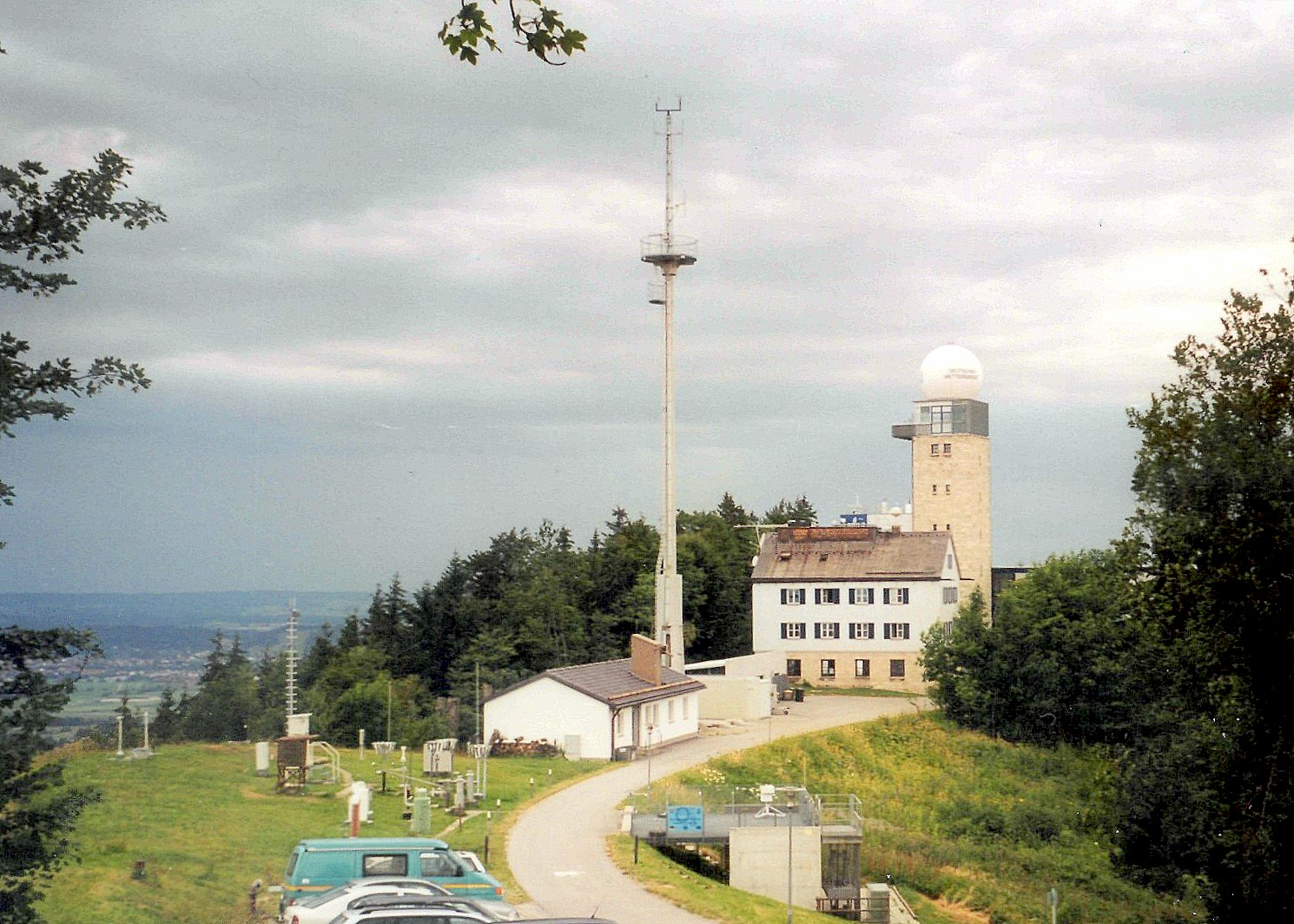
L'observatoire du haut Peissenberg.

L'observatoire météorologique du haut Peissenberg est la plus ancienne station météorologique de montagne du monde. L'observatoire est situé à 977 m d'altitude, sur le haut Peissenberg, à environ 20 km de la lisière des Alpes, et environ 60 km au sud-ouest de Munich en Bavière. Il fait partie du Deutscher Wetterdienst (service météorologique d'Allemagne - DWD), fait des recherches sur l'ozone, des mesures d'aérosols et de gaz traces, de la météorologie radar et effectue des observations météorologiques. Avec la station de recherches sur l'environnement du Schneefernerhaus sur la Zugspitze, il constitue la seule Globalstation du programme Global Atmosphere Watch (GAW) en Allemagne. Dans le cadre de ce programme de l'Organisation météorologique mondiale (OMM) dépendant de l'ONU, il y a dans le monde 24 Globalstations qui saisissent des données sur la chimie de l'atmosphère et la météorologie. Ceci permet des conclusions sur, par exemple, les changements de composition chimique de l'atmosphère, l'effet de serre, le trou dans la couche d'ozone, et les modifications climatiques qui peuvent en résulter (Cf. réchauffement climatique). Le haut Peissenberg est la seule station météorologique restante dans le « réseau de mesures de Mannheim » de la Societas Meteorologica Palatina, une société météorologique siégeant à Mannheim, et dans laquelle depuis le 1er janvier 1781 jusqu'à maintenant, il a été procédé à des observations météorologiques pratiquement sans interruption.

## Importance

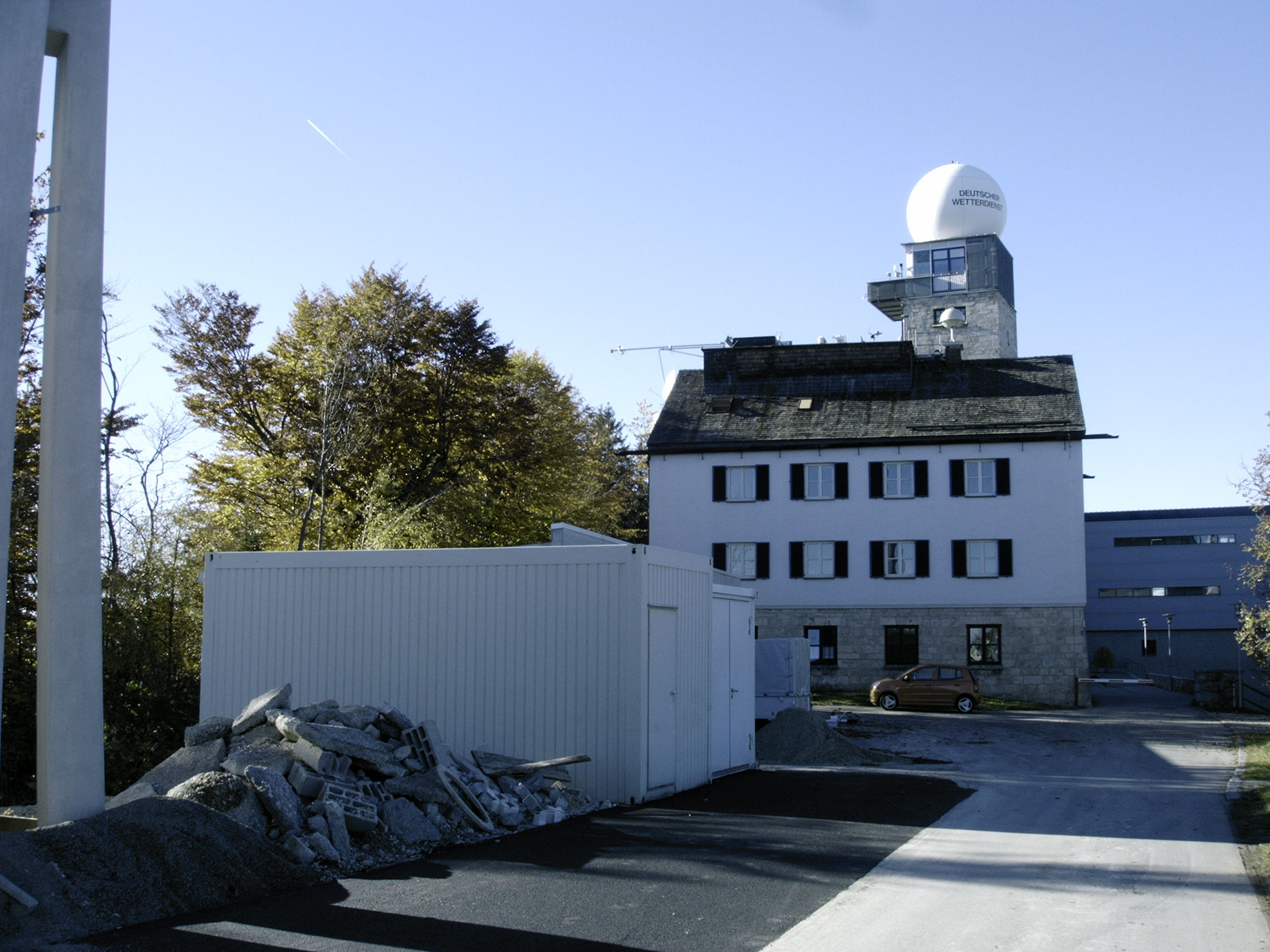
L'observatoire

En raison de son histoire de plus de 230 ans, l'observatoire est très important pour la recherche en météorologie et en climatologie. À partir des suites de mesures de la station, on a pu tirer d'innombrables connaissances importantes sur l'atmosphère terrestre. Au cours des derniers 200 ans, les mesures ont été exploitées de diverses manières et utilisées dans des publications de scientifiques du monde entier. Au début des années 1960, les suites de mesures du haut Peissenberg ont été retravaillées par de nombreux scientifiques, dans la mesure où l'OMM et l'UNESCO avaient besoin de longues suites de mesures pour résoudre des questions sur les changements climatiques. Les séries de mesures du haut Peissenberg comptent parmi les plus longues et les plus homogènes en Europe, et est affranchie de variations locales dues par exemple à l'urbanisation, comme le sont celles de Bâle ou de Prague.
La station météorologique du haut Peissenberg, après la fermeture de la Societas Meteorologica Palatina, et l'abandon corrélatif de la station météorologique du Saint-Gothard, a été pendant environ un siècle la seule station météorologique de montagne du monde. Les paramètres météorologiques, en particulier la température, évoluent au 
haut Peissenberg parallèlement au développement global, et en particulier à d'autres longues séries de mesures comme celles de Vienne et de Bâle. La situation de la station s'est montrée particulièrement avantageuse, parce que les résultats de mesure ne sont pas influencés par des modifications locales de l'urbanisation, contrairement aux stations proches des villes. L'implantation de la station est aussi avantageuse parce que la montagne isolée, à presque 1 000 m d'altitude, détachée des Alpes, sort pendant la nuit de l'air froid proche du sol, et est ainsi affranchie des effets à petite échelle.
Pour continuer les longues séries de mesures du haut Peissenberg, les observations climatiques des instruments météorologiques continuent à être faites aux « heures de Mannheim, » c'est-à-dire à 7h, 14h et 21h, bien que depuis le 1er avril 2001, sur le DWD (réseau allemand), toutes les observations soient faites électroniquement toutes les heures, et saisies par ordinateur. Ces mesures horaires servent à calculer les valeurs moyennes. Précédemment, c'étaient les heures de Mannheim qui avaient servi aux observateurs et pour le calcul des moyennes.

## Situation
Le haut Peissenberg est situé au milieu du paysage de moraines du Pfaffenwinkel, entre les communes de Weilheim et Schongau, à environ 60 km au sud-ouest de Munich, et environ 20 km de la limite des Alpes, dans le domaine entre les couches pliées et non pliées du tertiaire des Préalpes. Il offre un horizon de vue libre de tous côtés, avec un panorama des Alpes sur une largeur de 200 km, des Alpes de Berchtesgaden aux Alpes suisses. La montagne est considérée comme le rehaussement notable le plus éloigné sur le haut-plateau souabe-bavarois. Le haut Peissenberg a 989 m d'altitude, et domine la région environnante de 250  à   300 m. Son pied est entouré au sud, à l'est et au nord par la commune de Hohenpeissenberg.
La situation du haut Peissenberg et de la station qui s'y trouve entraîne qu'en hiver, il se produit un renversement des températures par une couche d'inversion. En hiver se forment dans la vallée des lacs d'air froid, qui peuvent se trouver substantiellement plus froids que dans le domaine du sommet du haut Peissenberg. Ainsi, la température moyenne sur le haut Peissenberg, en décembre et janvier, est supérieure à celles des stations situées à plus basse altitude. Par contre, en été, il peut faire de 2  à   3 °C plus froid, conformément à la situation en altitude. Les rapports de température présentent au cours de l'année - malgré l'altitude relativement faible de la montagne - les caractères du climat montagnard.

## Histoire

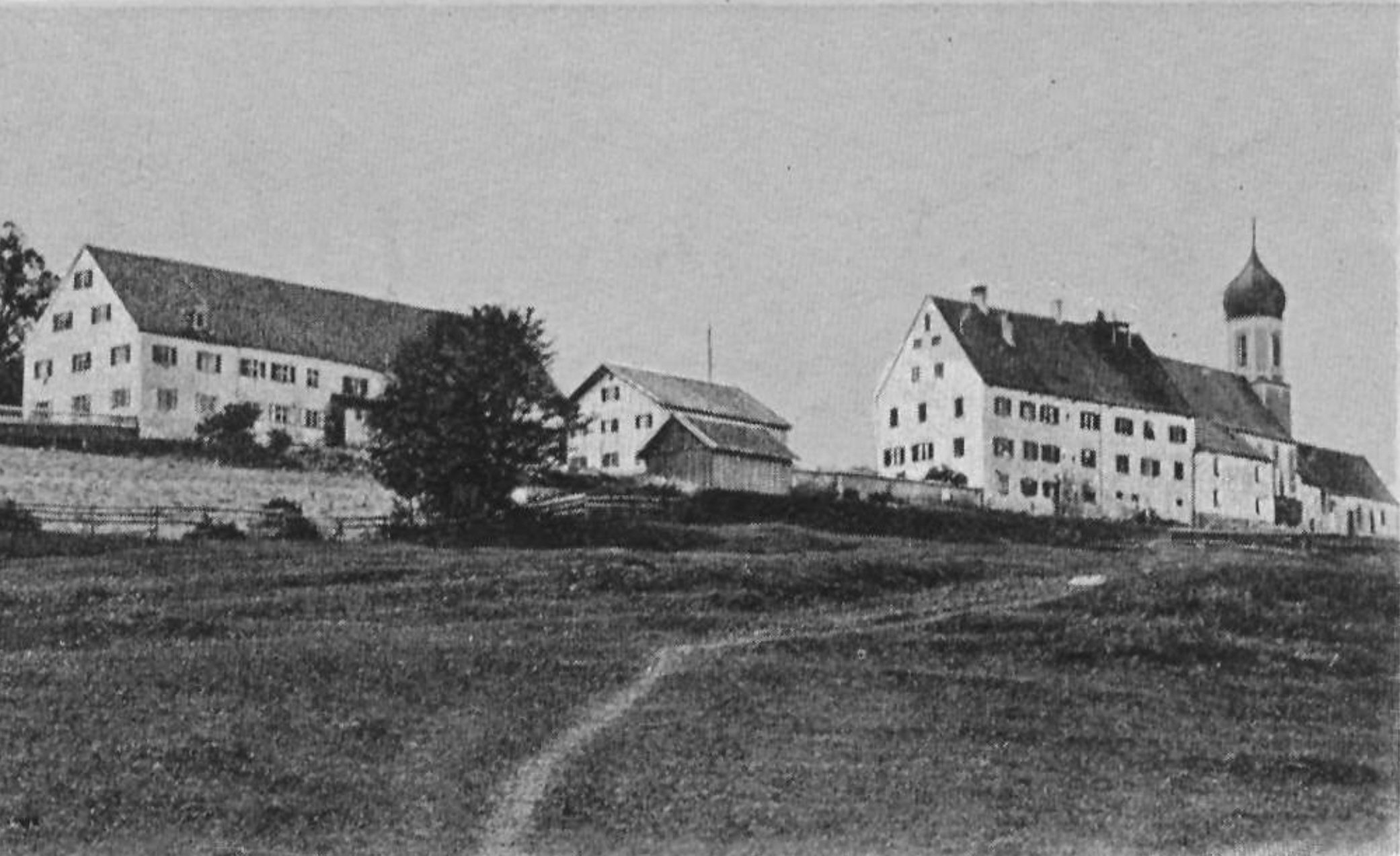
Station météorologique vers 1900

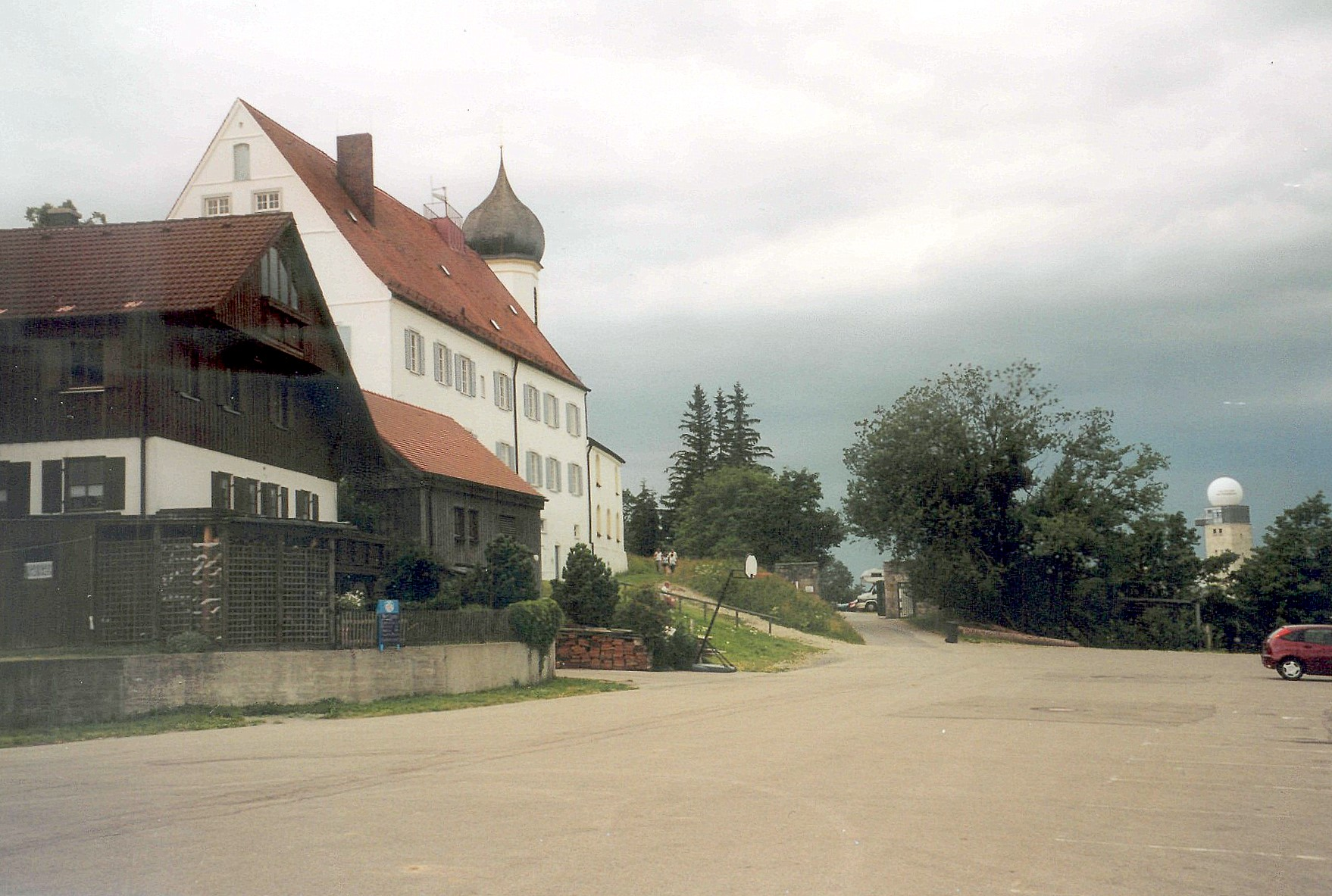
Monastère et observatoire, 2003

À la fin du XVIIIe siècle, quand on a commencé les observations, l'observatoire appartenait au monastère de Rottenbuch, et était exploité par les chanoines réguliers de saint Augustin. En 1803, après la sécularisation du monastère, il a été administré par l'académie bavaroise des sciences à Munich ; en 1838 il a été placé scientifiquement sous l'observatoire astronomique de l'université Louis-et-Maximilien de Munich à Bogenhausen. En 1879, il a été intégré comme station la plus élevée dans le service météorologique bavarois nouvellement créé. En 1940, il a été déplacé dans le nouveau bâtiment de l'institut de recherche sur les communications radio aéronautiques sur l'arête ouest du haut Peissenberg. Le 10 mars 1950, la station météorologique est transformée en observatoire et compte formellement comme installation de recherche du service météorologique de la zone d'occupation américaine en Allemagne. Depuis 1952, elle fait partie du nouveau service météorologique allemand.

### Premières mesures
Dès 1758 et 1759, les premières observations météorologiques ont été faites sur le haut Peissenberg par le moine de Rottenbuch Wittner, qui a envoyé les données d'observation de novembre 1758 à février 1759 au premier secrétaire Johann Georg von Lori, de l'académie bavaroise des sciences récemment fondée.

### Planification de la station astronomique
Les plans pour une station astronomique destinée aux chercheurs de la nature, sur le haut Peissenberg remontent à 1772. La suggestion a été faite par le conseiller secret Johann Georg von Lori, confident du prince-électeur Max III Joseph de Bavière. Il était compétent pour toutes les questions de formation de l'époque, et fondateur de l'académide bavaroise des sciences à Munich. Lori pensait que le haut Peissenberg, avec sa situation exposée à l'avant des Alpes était idéal pour des observations astronomiques. Le prince-électeur approuva la proposition de Lori et ordonna de bâtir une station astronomique sur le haut Peissenberg par la fondation Rottenbuch, avc l'aide de la fondation Polling
Sur le toit du presbytère, relié à l'église de pèlerinage, on éleva une plate-forme comme base pour l'observation. De là, on pouvait voir tout le périmètre du ciel. mais l'initiateur de la station astronomique, Georg von Lori, n'a pas pu dégager de moyens financiers auprès du cabinet du prince-électeur à Munich, si bien qu'il n'a pas pu mener à bien ses souhaits d'ériger une station astronomique académique sur le haut Peissenberg.

### Station de laSocietas Meteorologica Palatina

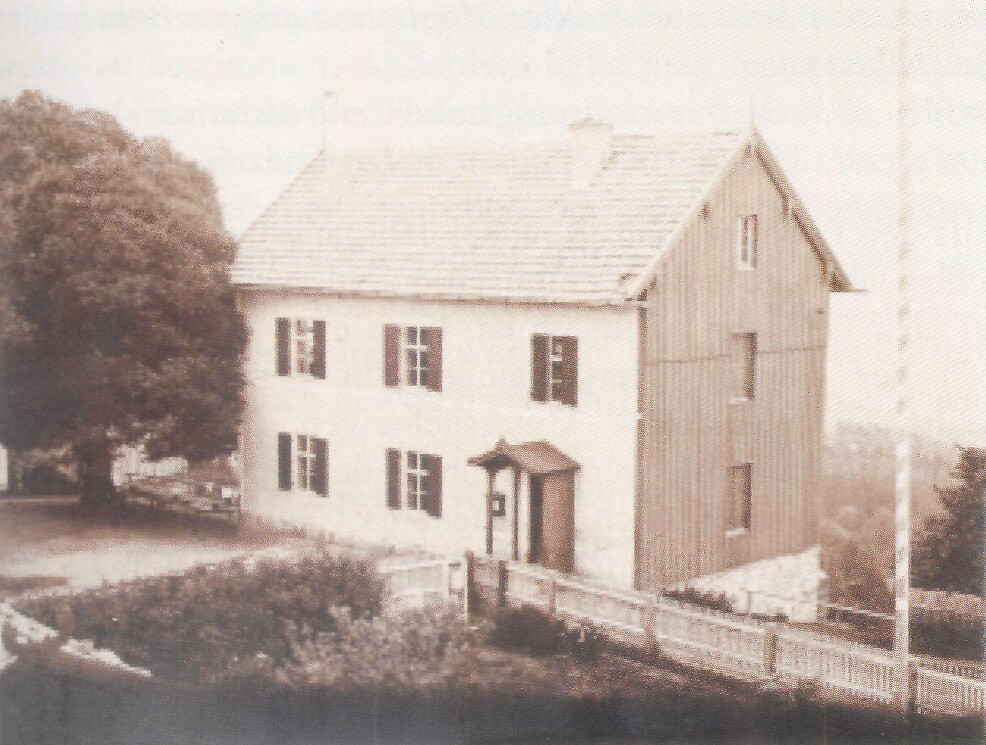
Vue du presbytère avec son jardin par devant, où se trouvait le pluviomètre. En arrière-plan la maison du professeur. - Vue d'avant 1900

Le savant chapelain de la cour de Charles Théodore de Bavière, Johann Jakob Hemmer, spécialiste de l'électricité et de la météorologie, associa pendant les années 1779 et 1780 à l'académie de Mannheim une troisième classe, la Societas Meteorologica Palatina. Celle-ci devait travailler des observations de divers pays, au moyen d'un réseau de stations largement ramifié.
Ce réseau comprenait 39 stations, situées en Europe, Groenland et Amérique du Nord. 14 d'entre elles se trouvaient en Allemagne, deux étaient des stations de montagne : le Saint-Gothard et le haut Peissenberg. Ces stations étaient toutes équipées des mêmes appareils, et conduisaient un programme d'observations unifié. On choisit pour les mesures les heures de 7h, 14h et 21h de temps local, heures devenues connues sous le nom d'heures de Mannheim.
Le prince-électeur Karl Theodor  a souhaité, sur la proposition de son secrétaire de cabinet Stephan von Stengel qu'il soit créé auprès de l'académie des sciences de Munich aussi une section de météorologie. Cette section, avec ses propres stations d'observation au sein de la Bavière, devait être incluse dans la société de Mannheim, afin de pouvoir coordonner et publier les résultats. La station d'observation astronomique du haut Peissenberg devait être directement intégrée dans le réseau d'observation de Mannheim. Le réseau bavarois comprenait 21 stations et se trouvait exclusivement dans les monastères bavarois.
Le programme de mesures de la station du haut Peissenberg comprenait la température de l'air, la pression atmosphérique, son humidité, les précipitations, la vitesse et la direction du vent, la nébulosité, les météores comme par exemple le brouillard ou l'orage, la déclinaison magnétique terrestre et l'inclinaison magnétique, l'électricité atmosphérique et la phénologie. En plus, on avait l'observation du magnétisme terrestre et de l'électricité atmosphérique. Les instruments nécessaires à ces observations supplémentaires, qui ne faisaient pas partie de l'équipement de base de la Societas Palatina, ont été achetés par le monastère de Rottenbuch au titre d'opérateur de l'observatoire météorologique. Ainsi, l'observatoire était particulièrement bien équipé. En outre, il y avait des observations astronomiques, sur lesquelles on ne connaît plus rien. Les données de mesure ont été publiées dans les Epheremerides Societatis Meteorologicae Palatinae (Éphémérides de Mannheim), dont on a douze volumes pour les années 1781 à 1792.
En automne 1780, le conseiller spirituel Hemmer vient personnellement à Rottenbuch, pour installer au nom du prince-électeur Karl Theodor la station de mesure sur le haut Peissenberg. Il donne aussi à Cejatan Fischer les instructions nécessaires pour le fonctionnement de la station. Chacun des instruments, qui avait été vérifié précédemment à Mannheim, est installé. Sur les indications du prieur Ambrosius Mösner, Hemmer installe sur le bâtiment du monastère de Rottenbuch et sur le haut Peissenberg les premiers paratonnerres, qui s'avèrèrent par la suite utiles, comme on le lit dans un manuscrit du chanoine régulier Primus Koch des années 1781 et 1782 : 
« Récemment, un lourd nuage de tonnerre passa au-dessus de notre monastère, et beaucoup des conducteurs de travaux et de serviteurs du monastère ont vu la matière électrique passer autour des toits, sur le haut Peissenberg, la foudre avait frappé sept fois dans les dernières 12 années (avant 1781) sur l'église ou le bâtiment de l'hospice »
— Chanoine régulier Primus Koch
Cejatan Fischer déménagea le 24 novembre 1780 sur le haut Peissenberg et commença le 1er janvier 1781 les observations quotidiennes, selon le programme de travail de la société météorologique de Mannheim. Les résultats d'observations et de mesure étaient soigneusement enregistrés et transmis à la Societas Palatina à Mannheim. Fischer fut nommé en 1781 à Munich. Il proposa comme successeur son élève le plus doué, Guarinus Schlögl, qui avait déjà montré ses dons remarquables déjà au noviciat. Immédiatement après le départ de Fischer, il devint observateur autonome et conduisit les observations et mesures quotidiennes. Cependant, Schlögl fut rappelé à la fondation Rottenbuch dès octobre 1782. Le successeur de Schlögl a été un autre confrère, Herkulan Schwaiger, qui avait pu s'initier aux travaux météorologiques dès mai 1782 sur le haut Peissenberg à côté de la pastorale du pèlerinage. Schwaiger est considéré comme le premier observateur ordinaire de la société météorologique de Mannheim, et a exercé cette activité d'octobre 1782 à octobre 1785.
Le prieur Ambrosius Mösner envoya Guarinus Schlögl une autre fois en automne 1784 sur le haut Peissenberg, où il prit un logement. Malgré l'aggravation de sa maladie pulmonaire, il a pu exercer le rôle d'observateur sur le haut Peissenberg. Pendant cet intervalle, à côté de ses observations météorologiques courantes, il a composé une description précise de la station du haut Peissenberg, pour les Éphémérides de Mannheim de la Societas Palatina. Pour les fatigants travaux d'observation, le prieur Mösner lui adjoignit dès 1786 et 1787 Albinius Schwaiger, un proche parent d'Herkulan Schwaiger. Après la mort de Schlögl en 1788, il reprit le service de l'observatoire. En 1792, il pouvait publier un Essai de description météorologique du haut Peissenberg basé sur les résultats de mesure soigneusment enregistrés depuis 1781 et sur ses propres études.
« Cette montagne isolée, tout à fait détachée des montagnes du Tyrol, est dans l'étendue de la Création un original de rare qualité. De même qu'elle offre en raison de sa situation doucement sublime et romantique la vue la plus ravissante, elle ouvre la vue la plus variée et féérique sur un secteur immense du ciel et de la terre, et est pour cela le lieu le mieux choisi que l'on puisse se souhaiter pour la science des étoiles et du climat […] »
— Albin Schwaiger, Essai d'une description météorologique du haut Peissenberg
En 1790, le secrétaire de la société météorologique de Mannheim, Jakob Hemmer, décède. Hemmer était l'âme de la Societas Palatina et son décès provoqua une grande crise dans l'entreprise. Les troubles politiques de la Révolution française étendirent toujours plus loin leur influence, si bien que tout le système s'effrita progressivement. La société météorologique de Mannheim finit par se dissoudre définitivement en 1793. mais en Bavière, les circonstances n'étaient guère plus favorables. Le réseau de stations que l'académie des sciences de Munich avait organisé n'avait de toute manière jamais aussi bien fonctionné que celui de Mannheim. Le déficit de la caisse de l'État ne cessait de croître et des tensions internes entre les membres de l'académie des sciences ont relâché la liaison aux stations situées à l'extérieur.

### La station sous la direction des chanoines réguliers

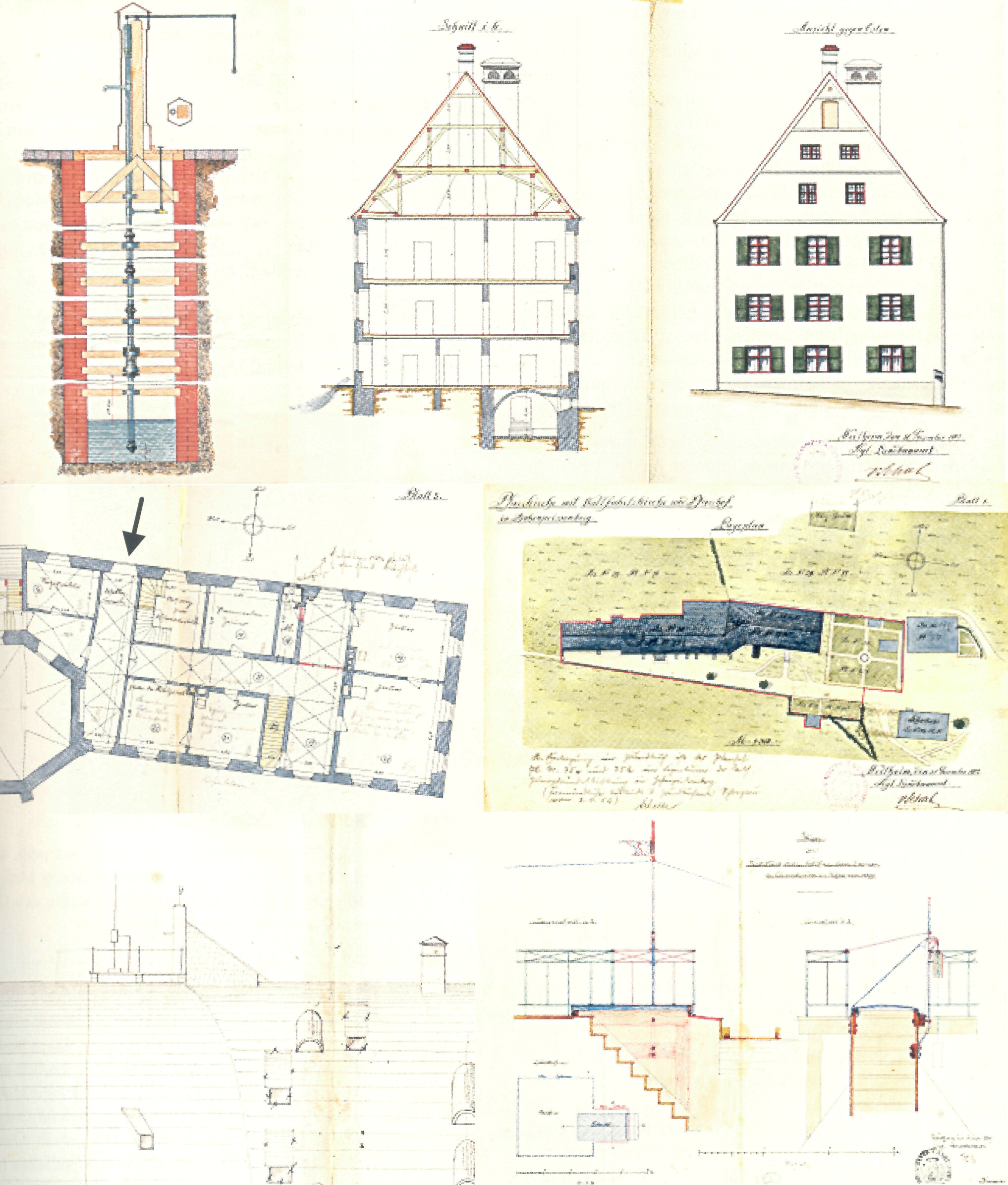
Dessins et plans vers 1902

Après la dissolution de la société de Mannheim, les chanoines réguliers de Rottenbuch devaient décider de continuer tout seuls ou d'abandonner la station. On ne pouvait plus envisager de collaborer pour la recherche avec les stations d'observation internationales, comme il avait été fait par la société de Mannheim. Le prieur Mösner et Albin Schwaiger finissent par décider de poursuivre les observations, mesures et dessins météorologiques sur le haut Peissenberg sous leur propre responsabilité, bien qu'il faille abandonner l'idée de collaborer dans un avenir prévisible avec les stations centrales.
Albin Schwaiger est nommé vicaire paroissial à Oberammergau et doit abandonner son travail d'observateur sur le haut Peissenberg le 22 juillet 1796. Le chanoine Gelasius Karner, qui avait déjà été envoyé en 1794 sur le haut Peissenberg pour s'initier au travail de responsable des travaux météorologiques, prend la suite en 1796. Comme observateur, il a conduit les séries d'observation avec la plus grande conscience et rédigé annuellement des rapports prêts à l'envoi, et des calendriers météorologiques. mais l'académie de Munich n'a pas demandé ces rapports pendant la vie de Karner. La sécularisation a marqué la fin de la fondation Rottenbuch  en 1803. Le 24 mars 1803, le pèlerinage du haut Peissenberg et la totalité de l'observatoire sont expropriés. Les quatre chanoines qui habitaient alors au haut Peissenberg ont été mis à la rue.
Les chanoines Karner et Koch décident, sans concertation avec le prieur, de poursuivre les observations météorologiques à leur propre compte, bien qu'ils ne bénéficient plus de moyens du monastère, et qu'ils doivent financer eux-mêmes les produits nécessaires. Koch fut nommé premier curé du haut Peissenberg, et Karner conduisit comme précédemment les observations. La santé de Karner, atteinte, le force à déménager en 1804 vers Oberammergau. Là dessus, Primus Koch reprend le service des observations, outre l'enseignement qu'il faisait dans l'école élémentaire qu'il avait fondée en 1802. Toutes ces activités étaient bénévoles. Les connaissances acquises dans un travail fatigant de 20 ans ne devaient pas tomber dans l'oubli.

### Observations par les curés et les professeurs

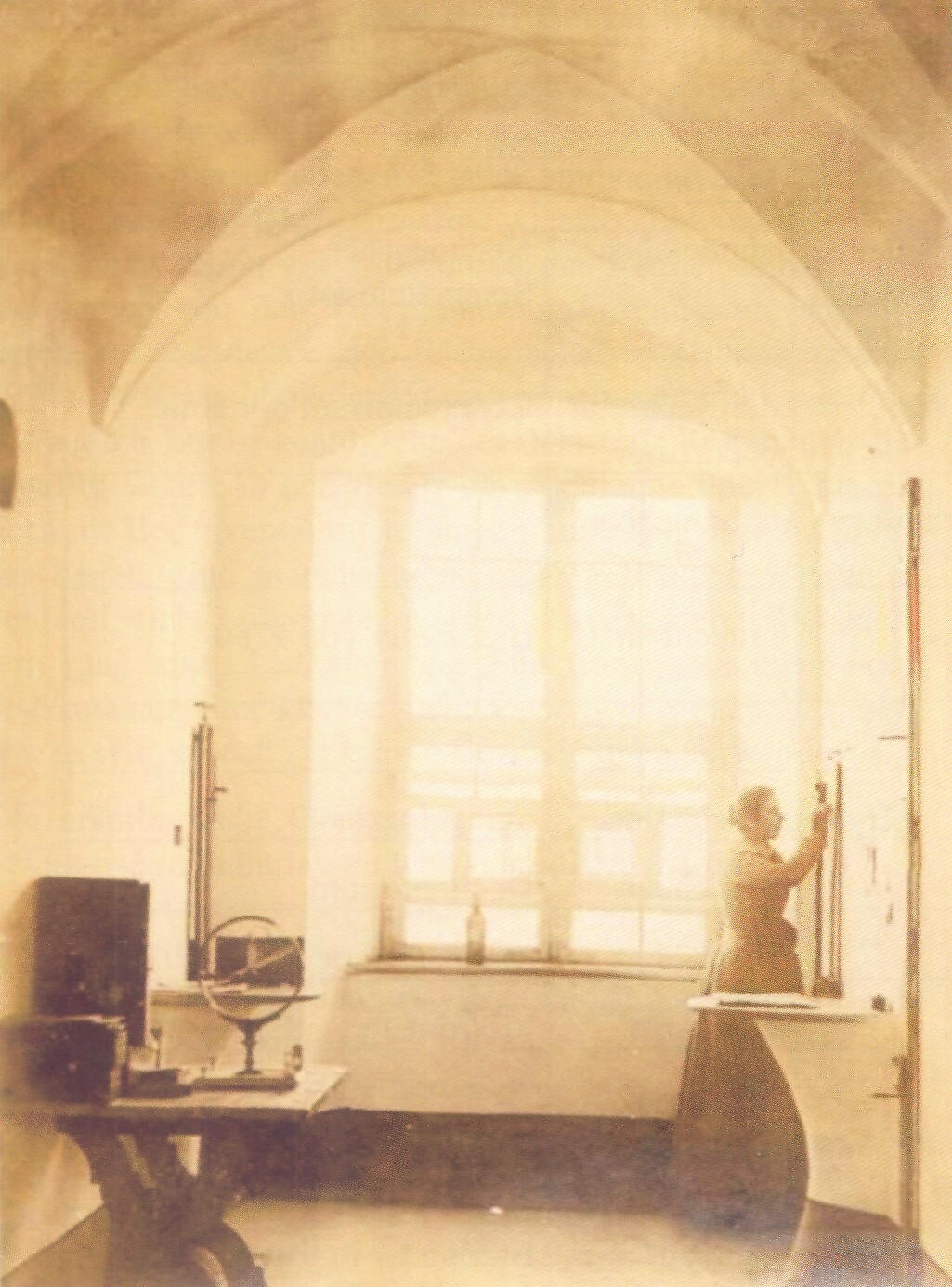
Salle d'observation vers 1897

Koch ne pouvait pas à long terme assurer régulièrement et financièrement, seul, sans soutien officiel, le service de l'observatoire.En 1806, il s'efforça de faire reprendre l'observatoire par l'Académie bavaroise des sciences, leur envoya une copie propre de 12 ans d'observations météorologiques et proposa comme aide pour l'aider à la station son plus jeune frère Franz Michael Koch. En l'absence d'instructions de l'Académie des sciences, Koch établit pour son aide Johan Georg Schmautz, âgé de 39 ans, homme respecté dans la paroisse du haut Peissenberg, comme aide provisoire pour l'école et comme sacristain. Le gouvernement le reconnut comme professeur, sur la base d'une proposition de Koch et d'un examen passé à Munich. Par son énergie infatigable et son penchant pour les sciences de la nature, Primus Koch, dernier observateur de Rottenbuch a abouti à ce que la station soit maintenue avec l'aide de l'Académie des sciences de Munich. En raison de ses devoirs de curé et de sa maladie en évolution, il n'a pas pu cependant réaliser ses plans scientifiques. Néanmoins, il resta fidèle au poste jusqu'à sa mort le 20 mars 1812.
Après la mort de Koch, la paroisse du haut Peissenberg n'a pas reçu de curé pendant un an, et devait être desservie par des vicaires. Le gouvernement envisagea cependant de nommer un observateur permanent pour le haut Peissenberg, comme il ressort d'un texte du 15 mars 1813. Il était prévu comme observateur un ecclésiastique, car après la sécularisation, il y avait un grand nombre de clercs formés aux sciences et qualifiés pour une telle position. Le prêtre Gilbert Niedermayr a reçu la mission de continuer un temps les observations météorologiques selon les instructions de l'Académie des sciences, jusqu'à la nomination d'un observateur titulaire. Cependant le poste d'observateur permanent n'a jamais été pourvu, sans doute par économie, et il resta en union personnelle avec celui du curé.
Le successeur de Niedermayr est le 3 août 1817 Josef Maria Wagner. Le 16 septembre 1817, la paroisse du haut Peissenberg lui est attribuée par rescrit suprême. À partir de là, les curés du haut Peissenberg ont assuré le service de l'observatoire, avec l'aide du professeur de l'école. Le 21 mars 1827, le caractère officiel d'observateur météorologique de l'Académie a été reconnu à l'observateur du haut Peissenberg, en même temps que ceux des observatoires de Munich, Augsbourg et Ratisbonne. Ceci a constitué un essai de reconstitution du réseau de stations météorologiques de l'Académie bavaroise des sciences, mais il n'a pas eu de succès, en raison d'un manque de moyens financiers. Au moins le financement des quatre stations météorologiques, parmi lesquelles le haut Peissenberg, était assuré durablement.
L'instrumentation de la période de Rottenbuch avait été laissé à l'observatoire du haut Peissenberg, mais les appareils avaient besoin de réparations et étaient en partie inutilisables en pratique. Le professeur Siber de Munich a essayé de se procurer une copie des données de la station de mesure météorologique dans les Annales de Bavière. Comme il le communique aux curés du haut Peissenberg dans une lettre, il n'a aucun succès. Cependant, on a des documents montrant que dans l'hebdomadaire local du Tribunal royal bavarois de Schongau, les données du haut Peissenberg ont été publiées régulièrement.
En 1837, l'administration des attributions de l'Académie des sciences a été réorganisée, sous l'influence de la redistribution de la Bavière et de la création du district de Haute-Bavière.
Dans le fil de cette redistribution, la station du haut Peissenberg a été attribuée à l'observatoire astronomique de Bogenhausen à Munich. Ceci était en particulier le mérite de Johann von Lamont, qui était directeur de l'observatoire astronomique de 1835 à 1879. On y pratiqua à nouveau des mesures météorologiques à partir de 1825. Lamont montra un vif intérêt aux travaux du haut Peissenberg, y dirigea les travaux et travailla sur les résultats d'observation.
En 1878, un réseau d'observations d'État est créé au royaume de Bavière, avec la station météorologique centrale nouvellement fondée, et la station du haut Peissenberg y est intégrée. En juillet 1878, l'observatoire météorologique d'État est installé et les nouveaux instruments d'observation sont installés en octobre. En décembre 1878, les fiches de compte-rendu sont introduites, si bien qu'au début de 1879, les observations sur le fonctionnement et sur la circulation des données sont disponibles.
À partir de 1827, c'étaient les curés qui ont assuré pour plus de 100 ans les observations météorologiques sur le haut Peissenberg, ce qui a garanti la permanence des règles adoptées alors. L'abbé Josef Kleidorfer a été entre 1932 et 1936 le dernier curé observateur sur le haut Peissenberg.

### Observatoire météorologique autonome

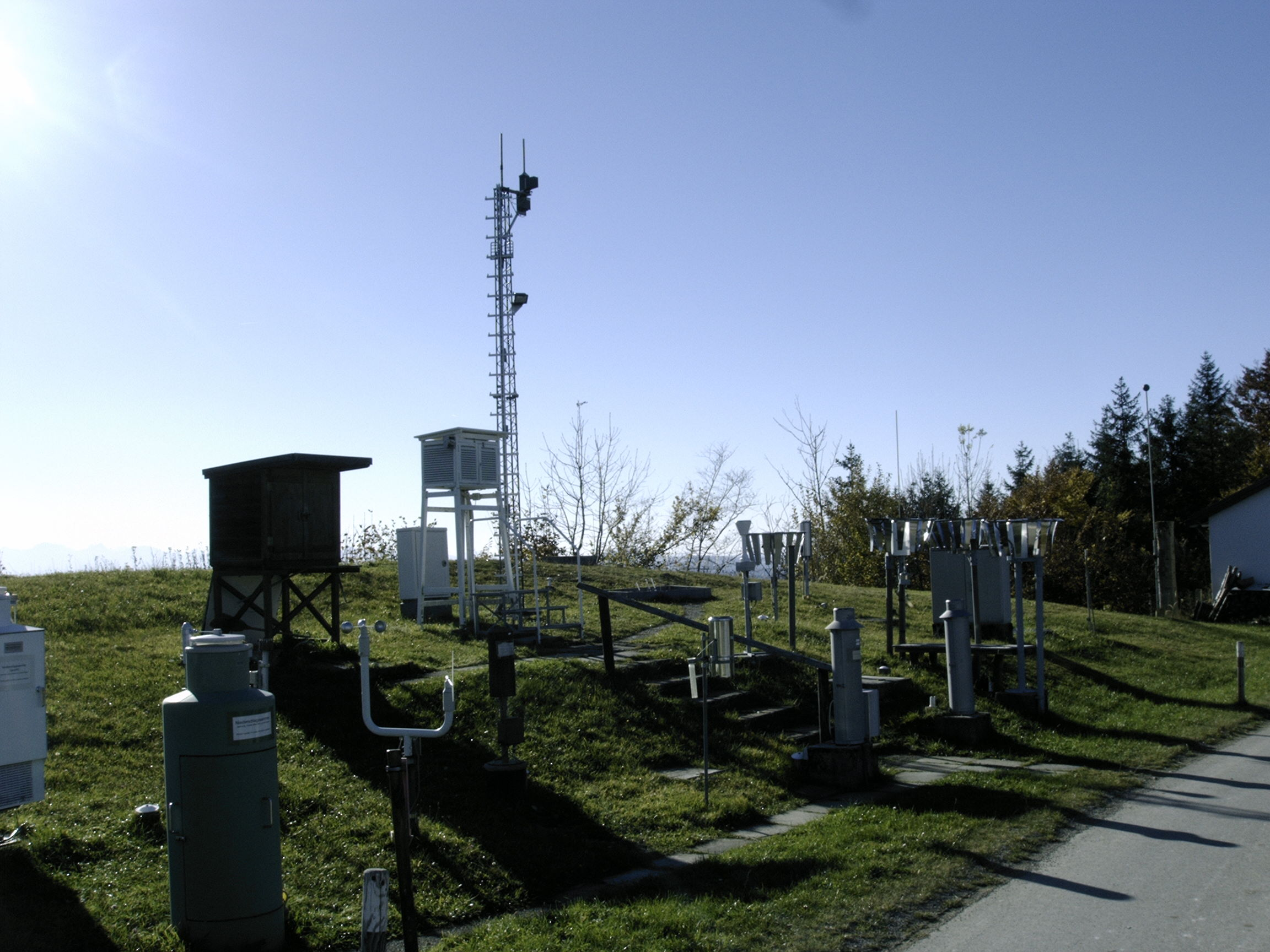
Champ de mesures

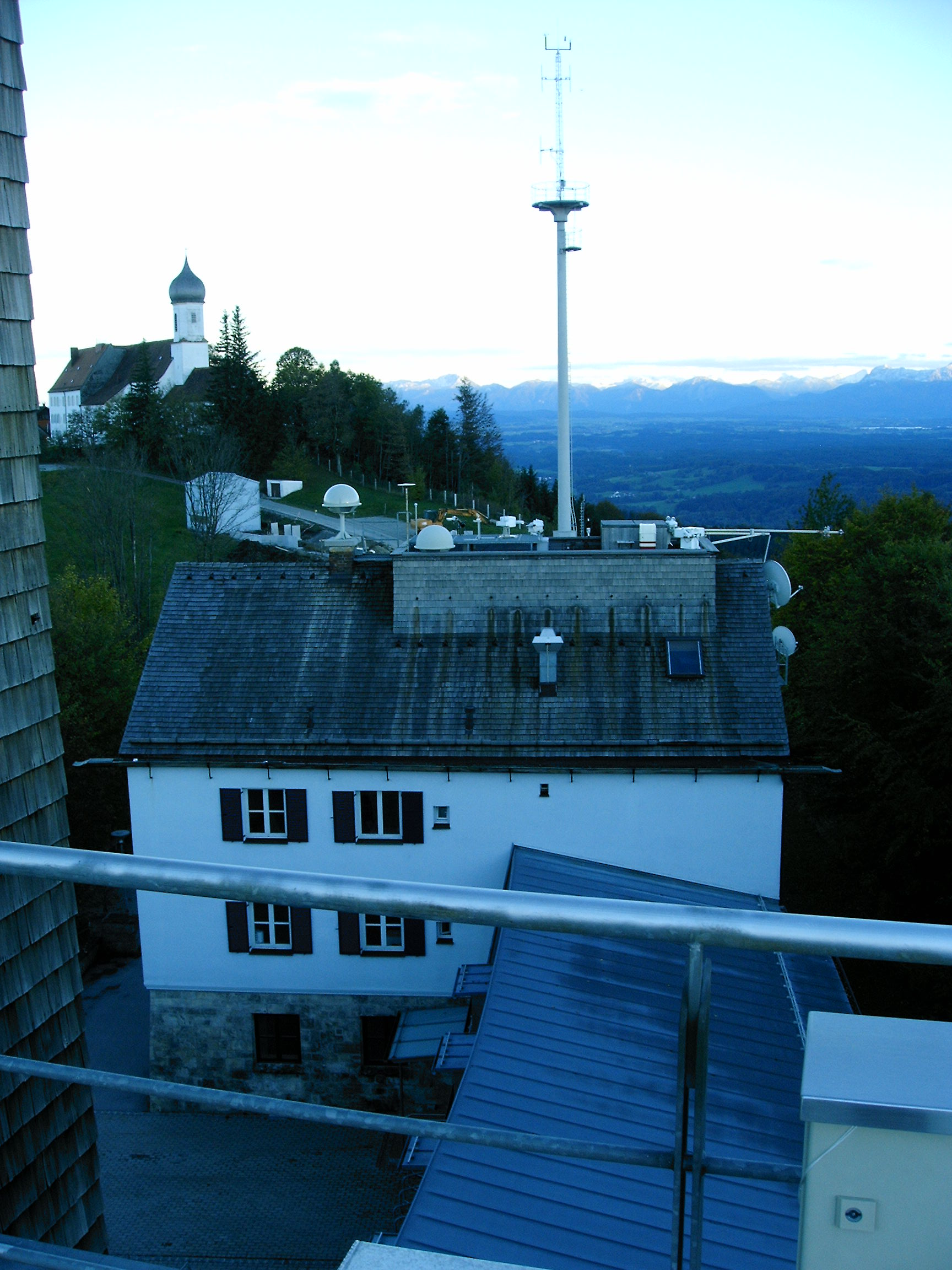
Observatoire

L'observatoire météorologique d'État est incorporé en 1934 au service météorologique du Reich récemment fondé. Celui-ci n'apporta tout d'abord aucun changement à la station du haut Peissenberg. Les travaux ont été ensuite largement étendus en décembre 1936, et des observateurs météorologiques titulaires ont été installés à la station. Celle-ci a été sortie du presbytère, où elle s'était trouvée depuis 1781, et installée dans deux pièces louées à l'auberge Greitner. La station reçoit de nouveaux appareils enregistreurs et une cabine météorologique, que l'on installe dans le jardin de l'auberge. Parallèlement, on planifie la construction sur le haut Peissenberg d'un satellite de la station de recherche sur la radio aéronautique de Gräfelfing. Ce nouveau bâtiment était à l'extrémité ouest du sommet de la montagne, et a été construit sous la direction de l'architecte Moßner. Le bâtiment est occupé en 1937. En mars 1940, le service météorologique s'installe au deuxième étage, et les appareils sont déménagés sur un champ de mesures principal à 200 m à l'ouest du bâtiment.
Pendant la seconde Guerre mondiale, les observations continuent à se faire. À la fin de la guerre, une attaque aérienne cause une brève interruption des observations. Les notes météorologiques ont des trous à  partir du 28 avril 1945, et manquent complètement à partir du 2 mai. Le 14 mai 1945, les observations peuvent reprendre, parce que les forces d'occupation sont très intéressées par les observations météorologiques pour la sécurisation des vols. Mme Leiderer, qui était déjà installée sur la station de montagne depuis 1943, est chargée des observations. Jusqu'à la reprise de la station par le service météorologique dans la zone américaine, le 1er avril 1946, elle est seule à travailler.

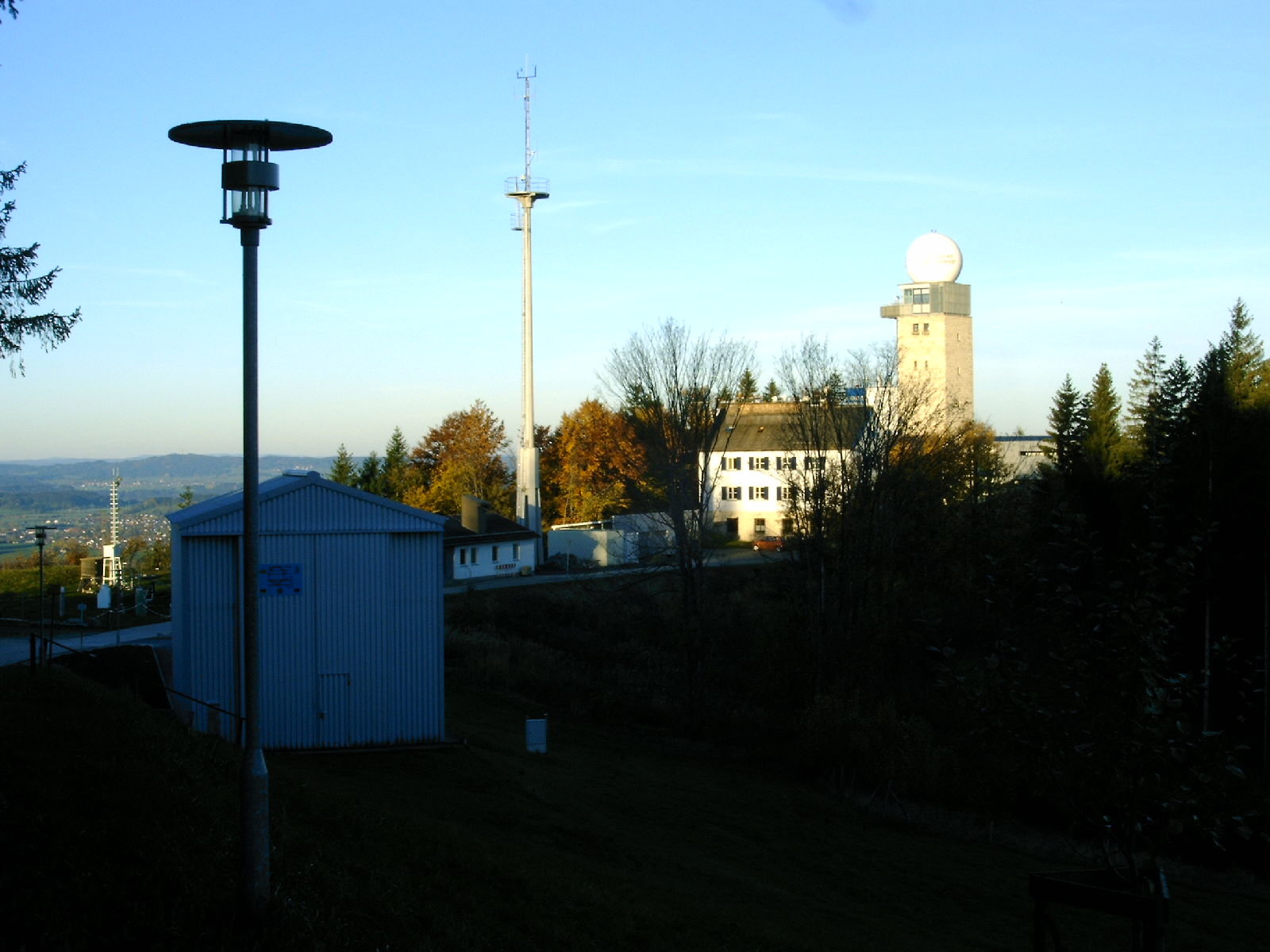
Observatoire

Helmut Weickmann, le chef du service météorologique de la zone US est devenu en 1947 chef de la station du haut Peissenberg. Le début de la construction de l'observatoire actuel, qu'il avait aidé à préparer, tombe pendant son service. Fin juin 1949, Weickmann va aux États-Unis, initialement pour six mois, puis définitivement. Après la clarification juridique de questions de propriété, on a pu commencer en mars 1950 la construction de l'observatoire météorologique, à l'instigation du président du service météorologique allemand dans la zone US, le professeur Ludwig Weickmann, père de Helmut Weickmann. Ceci transforma le 10 mars 1950 la station de montagne en un observatoire météorologique, dont Johannes Grunow prit la direction. Le personnel comprenait un météorologiste et cinq techniciens. Ils ont commencé par faire des observations synchronisées des températures dans la vieille cabine près du monastère, et dans la nouvelle cabine du champ de mesure. Ceci devait assurer la continuité des données de température. En outre, on entreprit des recherches sur l'effet de la pente sur les mesures locales de précipitations.
Le 11 novembre 1952, le service météorologique allemand (DWD) est fondé par la réunion des services météorologiques des diverses zones d'occupation alliées de l'ouest. Dans le DWD, le haut Peissenberg prend le plus haut niveau, comme station d'ordre II. Le matin du 8 mai 1956 a lieu une petite fête pour les 175 ans d'existence de la station du haut Peissenberg.
Comme contribution du service météorologique allemand à l'année internationale du soleil calme, les travaux suivants devaient être entrepris au haut Peissenberg : envoi de ballons-sondes à haute altitude, sondages du profil vertical du gaz trace ozone dans l'atmosphère libre, et préparatifs pour des recherches dans le domaine des mesures de précipitations en surface par radar météorologique. C'est le météorologiste diplômé Walter Attmannspacher qui en a été chargé à l'automne 1964 ; il a pris en plus la suite de Grunow à la direction de l'observatoire en août 1967. Le premier ballon-sonde équipé de moyens de mesure électroniques modernes a été envoyé du haut Peissenberg le 6 janvier 1965. Dans les deux années qui ont suivi, il a été possible grâce au soutien financier par la Collectivité allemande pour la recherche, de préparer techniquement les mesures de précipitations en surface par radar.
Ensuite, on a pu faire des sondages sur l'ozone chaque mercredi, malgré les difficultés temporaires d'ordre financier, personnel ou technique. À partir de 1977, il a été possible, grâce au soutien du ministère fédéral de la science et de la recherche, de faire trois lancements de ballon par semaine. En 1968, on a ajouté aux sondages par ballon du contenu en ozone de l'atmosphère libre des mesures de l'épaisseur de la couche d'ozone (ozone total) au moyen d'un spectrophotomètre Dobson, et à partir de 1970 l'enregistrement permanent de l'ozone au niveau du sol. En 1970 et 1978, outre de nombreux autres travaux dans le domaine de la recherche sur l'ozone, on a procédé à l'observatoire, en collaboration avec l'organisation météorologique mondiale et la commission internationale sur l'ozone de l'Union internationale pour la géophysique et la géodésie, à des comparaisons entre sondes à ozone, et des déclarations sur la qualité des mesures de ces senseurs ont été faites. Fin 1978, il y a eu en outre une comparaison internationale d'appareils de mesure pour l'enregistrement continu de l'ozone au niveau du sol. En 1983, les mesures d'ozone total ont commencé avec le spectromètre de Brewer. En 1999, le groupe de l'ozone a été chargé d'être centre régional en Europe de l'organisation météorologique mondiale pour la calibration Dobson (RDCC-E), et il fait depuis régulièrement tous les ans des comparaisons Dobson pour la partie européenne du réseau global sur l'ozone total. En outre, des comparaisons ont été entreprises en Espagne, Suisse et Tchéquie. Dans le cadre du Capacity-Building, le service météorologique sud-africain SAWS a été soutenu dans la construction du RDCC pour l'Afrique (participation à deux campagnes en Égypte (2004) et Afrique du Sud (2010)). Le partenaire de collaboration à ces activités est l'observatoire du Soleil et de l'ozone tchèque de Hradec Králové.
En 1982, la station météorologique de l'observatoire a pu être alimentée avec des images radar courantes grâce aux progrès des techniques radar et informatique. Ceci permettait de reconnaître les orages avant leur survenue sur les lacs de haute Bavière et de prévenir par des avis à l'avance le service d'alerte au mauvais temps de Munich et d'autre stations météorologiques. À partir de 1981, on installa au haut Peissenberg des compteurs d'éclairs, car l'activité des éclairs et les orages réels ne sont pas discernables sur les données radar. À partir de 1985, le système de localisation des éclairs Thundar a été essayé ; ses données ont été intégrées ensuite dans la représentation des images radar.
À l'occasion des fêtes du 200e anniversaire en 1981 de la station du haut Peissenberg, les suites de données météorologiques ont été éditées en un volume spécial. L'histoire de l'observatoire a été refaite, et les résultats des nouvelles installations de recherche présentées. La fête a eu lieu le 8 mai 1981 avec environ 370 participants, dont le secrétaire-général de l'Organisation météorologique mondiale d'alors, Aksel C. Wiin-Nielsen, dans un cadre international, dans la salle de la bibliothèque restaurée du monastère de Polling. Le 9 mai, il y a eu une journée portes ouvertes, pendant laquelle 1200 visiteurs ont visité l'observatoire.

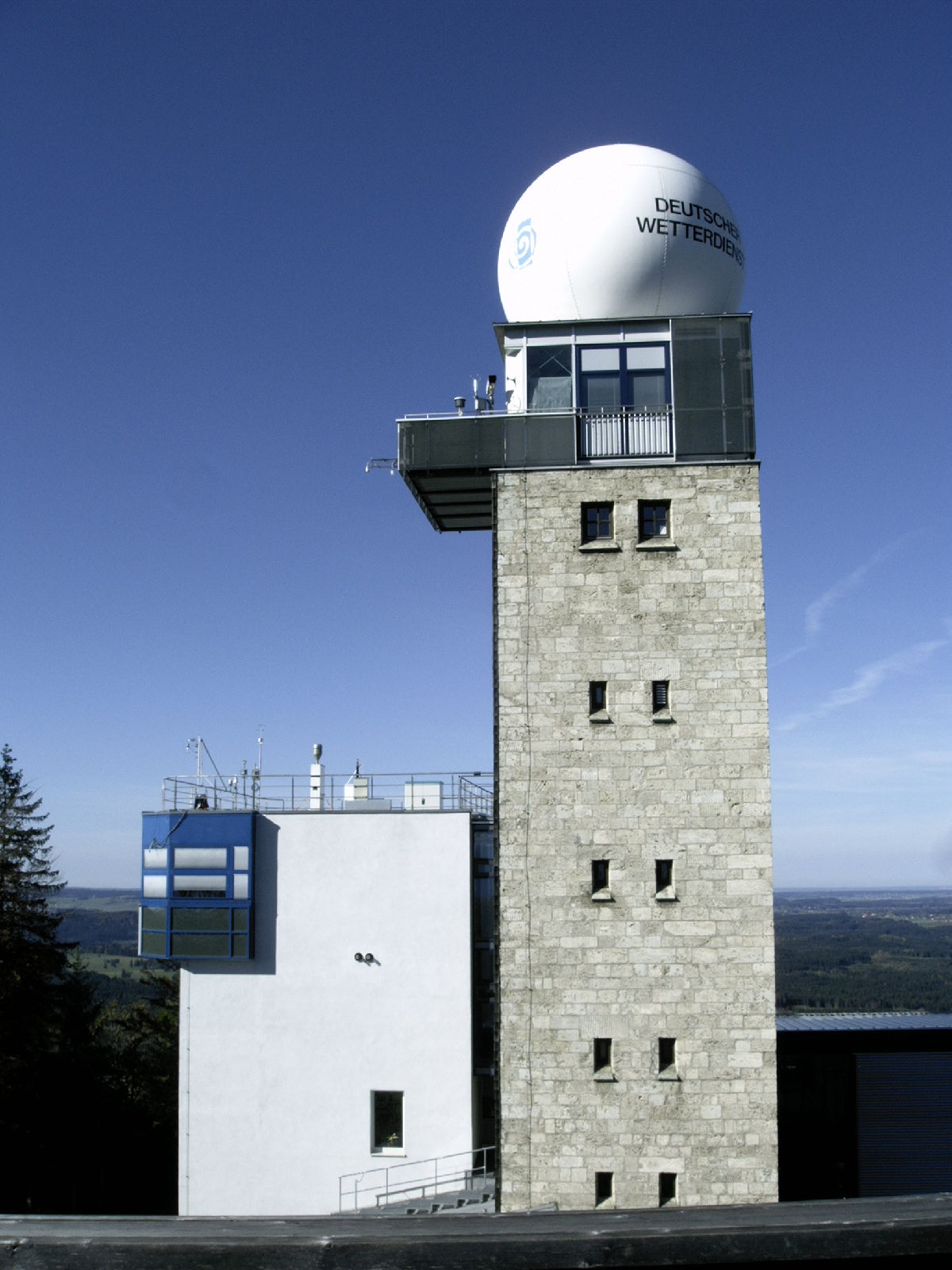
Tour de l'observatoire recouverte par le radôme blanc du radar météorologique

Klaus Wege a pris en 1986 la direction de l'observatoire du haut Peissenberg. La découverte du trou d'ozone antarctique et de sa production par les produits chlorofluorocarbonés (CFC) a suscité un grand intérêt public sur le développement de la couche d'ozone dans l'hémisphère nord et de son influence sur le rayonnement UV. Fin 1987, après la fin de la construction du lidar à ozone, on a pu commencer à observer en routine la couche d'ozone jusqu'à une altitude de 50 km.
Un deuxième champ de travail important du haut Peissenberg a été la construction de l'association des radars du service météorologique allemand (DWD), formé de façon prépondérante par l'observatoire. Les premières représentations composites à partir de plusieurs radars ont été établies et mises à disposition des autres services du DWD, en particulier des centres de conseil sur le temps, pour une meilleure caractérisation de la situation présente des précipitations. Les données radar ont eu une importance particulière en 1986 après la catastrophe nucléaire de Tchernobyl. Les mesures radar de précipitations en surface, qui servaient à l'estimation du lessivage des matières radioactives, ont été transmises au service météorologique britannique. Le professeur Wiesinger de l'école supérieure de l'armée de Munich a installé en 1991 au voisinage de la tour de télévisison du haut Peissenberg une cabine de mesure pour l'étude des éclairs, au moyen de laquelle des mesures ont pu être faites pendant de nombreuses années.
En raison d'un renforcement en personnel du groupe radar, le passage intermédiaire a été surélevé en 1991 et 1992. Ceci a permis de créer 5 bureaux et une pièce commune. Avec le renouvellement des bardeaux du toit sur le bâtiment principal l'année suivante, le « nid de cigognes », une plateforme d'observation du temps a été agrandi en une plateforme de toit de dimension double, pour pouvoir mieux placer les instruments de mesure du rayonnement existants. En outre, le réseau informatique de l'observatoire a été modernisé.
En raison du trou d'ozone antarctique et du réchauffement climatique croissant, l'Organisation météorologique mondiale (OMM) a lancé en 1989 le programme de mesure chimique de l'air Global Atmosphere Watch (GAW), extension du programme Veille météorologique mondiale (VMM), et demandé à ses membres d'y prendre part activement. Peter Winkler, chef du département des pollutions de l'air à  l'observatoire de Hambourg, a été nommé en 1993 nouveau directeur de l'observatoire du haut Peissenberg. Il continua les préparatifs déjà entrepris de construction d'une station du GAW.
Par la jonction des deux services météorologiques après la réunification allemande, il a fallu réordonner la distribution des tâches des observatoires en Allemagne. Pour adapter la contribution allemande au GAW, il y a eu de nombreuses discussions pour aboutir à un accord. La responsabilité a échu au DWD en tant que représentant à l'OMM. Le président Mohr a rapporté le 22 juillet 1994 au secrétaire général de l'OMM que l'Allemagne installerait une globalstation à l'observatoire du haut Peissenberg. Pour cela, il a fallu un accroissement sensible du personnel. Pour l'Allemagne, nation industrielle, la surveillance chimique de l'air était une tâche importante à long terme. Elle a été ultérieurement ancrée dans le paragraphe 4 de la nouvelle loi du DWD le 1er janvier 1999. Avec la nouvelle configuration de l'observatoire, le département ozone riche en traditions a cependant perdu son autonomie et a été intégré dans la globalstation GAW.
Sur le haut Peissenberg, le premier radar Doppler de la nouvelle génération d'appareillages a été mis en service en 1996, ce qui répondait aux exigences de la collaboration radar. Le 7e étage de la tour a dû être rénové, car le plancher de la tour n'était pas dimensionné pour le poids de la nouvelle antenne, plus grande. Avec ce radar, on a pu mettre en œuvre de nouvelles techniques de mesure et améliorer des appareils existants, ce qui a amélioré la fiabilité des données radar, notamment de meilleurs filtres d'échos du sol pour l'acquisition des signaux de précipitations, une détermination plus exacte du profil vertical du vent, une détermination du vent radial par décalage Doppler et la détermination du vent Doppler à deux dimensions dans le domaine de recouvrement de deux radars Doppler.
Comme il n'existait sur le haut Peissenberg aucun laboratoire approprié pour les travaux sur la chimie de l'air, on a construit un nouveau bâtiment, qui a vu le jour le 4 mai 2001 après de nombreux retards. Cette inauguration a été marquée par une journée portes ouvertes, utilisée par 6000 à 8000 visiteurs. Ceci démontre le grand intérêt de la population pour l'observatoire et ses riches traditions. En 2000, il a fallu abattre des arbres, pour rétablir l'ensoleillement permanent nécessaire pour le champ de mesures principal, et écarter l'influence défavorable sur les mesures de durée d'ensoleillement des arbres qui avaient dépassé l'horizon.
Le 26 juin 2003, on a inauguré un pavillon d'informations pour les nombreux visiteurs, construit avec des containers libérés après la phase de construction.
En raison du très vaste programme de mesures d'une globalstation du GAW, il y a eu un partage des tâches entre les deux observatoires du haut Peissenberg et du Schneefernerhaus sur la Zugspitze. Au haut Peissenberg se sont rajoutés au programme de mesure de l'ozone existant la mesure des gaz réactifs, des paramètres physiques et chimiques des aérosols et de la composition chimique des précipitations. L'office fédéral de l’environnement exploite la station du Schneefernerhaus, comme station complémentaire, où l'on mesure avant tout les gaz agissant sur le climat, à longue durée de vie.
Le 31 décembre 2005, l'observatoire a eu 225 ans. En septembre 2006 a eu lieu la fête officielle, sous la présidence de Wolfgang Fricke, qui avait été nommé nouveau directeur de l'observatoire le 19 janvier 2006.

## Observateurs du temps et du climat
| Intervalle         | Intervalle        | Observateurs du temps et du climat                                           | Observateurs du temps et du climat        |
| De                 | À                 | Premier observateur                                                          | Second observateur                        |
| ------------------ | ----------------- | ---------------------------------------------------------------------------- | ----------------------------------------- |
| janvier 1781       | octobre 1781      | Chanoine Cejatan Fischer                                                     |                                           |
| octobre 1781       | octobre 1782      | Chanoine Guarin Schlögl                                                      |                                           |
| mai 1782           | octobre 1785      | Chanoine Herkulan Schwaiger                                                  |                                           |
| 1784               | 1787              |                                                                              | en partie Chanoine Guarin Schlögl         |
| octobre 1785       | juillet 1796      | Chanoine Albin Schwaiger                                                     |                                           |
| juillet 1796       | octobre 1804      | Chanoine Gelasius Karner                                                     |                                           |
| octobre 1804       | mars 1812         | M. le curé Primus Koch                                                       |                                           |
| 1806               | mars 1812         |                                                                              | Professeur Johann Georg Schmautz          |
| mars 1812          | août 1817         | M. le curé Gilbert Niedermayer                                               | Professeur Johann Georg Schmautz          |
| 1er janvier 1818   | 30 juin 1828      | M. le curé Josef Martin Wagner                                               | Professeur Johann Georg Schmautz          |
| 1er juillet 1828   | 31 décembre 1835  | M. le curé Mattias Kiener                                                    | Professeur Johann Georg Schmautz          |
| 1er janvier 1838   | 1843              | M. le curé Georg Köpf                                                        | Professeur Johann Georg Schmautz          |
| 1843               | 30 septembre 1854 | M. le curé Christoph Ott                                                     | Professeur Johann Georg Schmautz, j. 1848 |
| 1848               | 30 septembre 1854 |                                                                              | Professeur Kirchberger                    |
| 1er octobre 1854   | 30 septembre 1864 | M. le curé Georg Mayr                                                        | Professeur Kirchberger                    |
| 1er octobre 1864   | 31 décembre 1885  | M. le curé Joseph Bangratz                                                   | Professeur Hugo Fürst                     |
| 1er janvier 1886   | 31 mai 1886       | Professeur Hugo Fürst                                                        |                                           |
| 1er juin 1886      | 15 juin 1896      | M. le curé Joseph Bartmann                                                   | Professeur Hugo Fürst                     |
| 16 juin 1896       | 31 août 1896      | Professeur Hugo Fürst                                                        |                                           |
| 1er septembre 1896 | 31 octobre 1896   | Administrateur paroissial Augustin Sedlmayr                                  |                                           |
| 1er novembre 1896  | 31 décembre 1896  | Professeur Hugo Fürst                                                        |                                           |
| 1er janvier 1897   | 31 août 1901      | M. le curé Felix Fischer                                                     | Professeur Hugo Fürst, j. 31 mai 1899     |
| 1er juin 1899      | 31 août 1901      | Professeur Hugo Kropf                                                        |                                           |
| 1er septembre 1901 | 30 septembre 1911 | M. le curé Konrad Pirngruber                                                 | Professeur Hugo Kropf                     |
| 16 juillet 1906    | 14 septembre 1906 |                                                                              | Professeur adjoint Engelbert Strehle      |
| 15 septembre 1906  | 30 septembre 1911 |                                                                              | Professeur Hans Jung                      |
| 1er octobre 1911   | 14 mai 1912       | Professeur Hans Jung                                                         |                                           |
| 15 mai 1912        | 20 mars 1920      | M. le curé Josef Wallner                                                     | Professeur Hans Jung, j. fin 1915         |
| 21 mars 1920       | 22 septembre 1920 | M. le curé Wallner et vicaire paroissial Metzler                             |                                           |
| 23 septembre 1920  | 30 April 1932     | M. le curé Ludwig Obholzer                                                   |                                           |
| 1er mai 1932       | 30 novembre 1936  | M. le curé Josef Kleidorfer                                                  |                                           |
|                    |                   | Directeur de la station météo de montagne - de l'observatoire météorologique |                                           |
| 1947               | 1949              | Helmut Weickmann                                                             | Helmut Weickmann                          |
| 1950               | 1967              | Johannes Grunow                                                              | Johannes Grunow                           |
| 1967               | 1986              | Walter Attmannspacher                                                        | Walter Attmannspacher                     |
| 1986               | 1993              | Klaus Wege                                                                   | Klaus Wege                                |
| 1993               | 18 janvier 2006   | Peter Winkler                                                                | Peter Winkler                             |
| 19 janvier 2006    | 31 octobre 2013   | Wolfgang Fricke                                                              | Wolfgang Fricke                           |
| 17 April 2014      |                   | Christian Plass Dülmer                                                       | Christian Plass Dülmer                    |

## Station

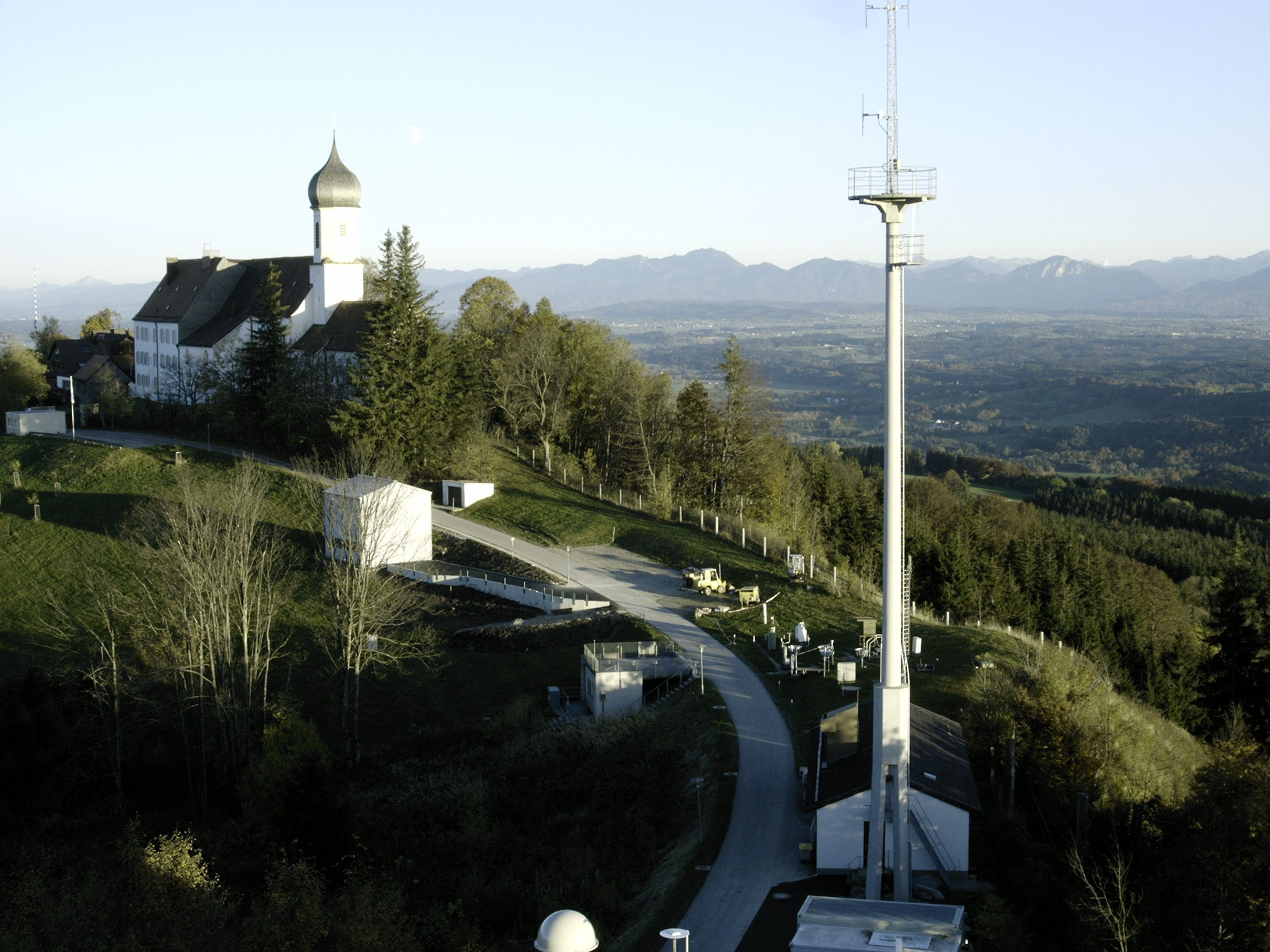
Vue sur l'église de pèlerinage

Du 1er janvier 1781 au 30 novembre 1936, la station d'observation s'est trouvée au sommet de la montagne, dans une chambre du deuxième étage du bâtiment du monastère, qui touche immédiatement l'église à l'est. Depuis 1772, il y avait sur le toit du monastère une plateforme d'observation, qui avait été initialement construite pour l'observatoire astronomique envisagé. On installa sur cette plateforme un pluviomètre, un nivomètre et une girouette. Devant la fenêtre de la salle d'observation non chauffée se trouvait l'abri météorologique. Celui-ci était initialement en bois, et a été remplacé par Lamont par un abri de fenêtre en zinc, protégé par des écrans en bois contre l'éclairement direct par le soleil du matin et du soir pendant les mois d'été. Un hygromètre à plume était logé dans un deuxième abri. Vers le sud, sur le côté opposé du bâtiment, se trouvait un dégagement, d'où une ligne méridienne sur laquelle était réglée la boussole, conduisait à la salle d'observation.
La salle d'observation était séparée du dégagement allant au sud par une porte. La ligne méridienne passait par la porte. Lamont a fait installer dans ce dégagement l'instrument de mesure de l'intensité magnétique. Après la suppression d'une cloison, la salle des instruments, agrandie, a été séparée par un simple appentis en lattes, pour permettre aux visiteurs une vue dans l'observatoire. La salle d'observation est restée jusqu'en 1936 presque inchangée pendant plus de 155 ans.
Le 1er décembre 1936, la station a été déplacée vers une auberge située à environ 100 m vers l'est. La salle d'observation se trouvait au premier étage de ce bâtiment, côté est. Le 10 avril 1940 la station météorologique de montagne a été encore déplacée vers le nouvel observatoire, à l'extrémité ouest de la croupe de la montagne, à environ 100 m de l'église. Contre ce bâtiment, qui est entouré sur trois côtés par un escarpement planté d'arbres, se trouve à l'ouest une aile d'atelier et de laboratoire, puis, juste devant l'escarpement, une tour de 30 m de haut. La salle d'observation a d'abord été installée au deuxième étage de l'observatoire, puis a déménagé fin 1967 dans de nouvelles salles nouvellement construites au-dessus.

## Équipement instrumental
Au début des mesures de la station du haut Peissenberg, de 1781 à 1840, les instruments suivants étaient disponibles : un baromètre à mercure gradué en lignes de Paris, avec vernier sur la planche du baromètre et un thermomètre de correction gradué selon l'échelle Réaumur ; dans la salle d'observation se trouvait le baromètre fixé sur une plaque de marbre encastrée dans le mur, par terre étaient montés pour les mesures du champ magnétique terrestre des appareils à mesurer la déclinaison et l'inclinaison, de Brander à Augsbourg. Une boîte en bois s'ouvrant par le fond pendait du plafond à un pied de Paris du centre de la fenêtre, et contenait un thermomètre à échelle en bois, et un hygromètre à plume. Sur la plateforme sur le toit du monastère se trouvaient un pluviomètre carré avec entonnoir en pyramide et une surface de captage de 4 pieds de Paris carrés, un nivomètre carré de 2,5 pieds de Paris de profondeur et une surface de captage d'un pied de Paris carré, un évaporomètre ainsi qu'un deuxième thermomètre suspendu librement au soleil. À côté, il y avait une girouette dont les indications de direction du vent étaient transférées dans la salle d'observation. En outre les appareils suivants construits par Brander faisaient partie de l'équipement de la station : un vernier en verre, un électromètre pour la mesure de l'électricité atmosphérique, une grande balance de nivellement, un soi-disant observatorium portabile, un télescope à miroir de Newton, un quadrant solaire et un pendule à la seconde.
En 1811, l'hygromètre à plume devient inutilisable. En 1828, il est remplacé par un nouvel hygromètre à cheveu. En 1841, la station reçoit des nouveaux thermomètres et un psychromètre d'après August et en 1842 un baromètre supplémentaire des ateliers de l'observatoire royal de Munich. En 1840, la mesure de température a été améliorée par un abri en cuivre avec une meilleure aération. En 1849, l'abri thermométrique a reçu des écrans en bois pour la protéger de brèves expositions au soleil. Un baromètre de station supplémentaire de l'observatoire royal de Munich a été construit mi-1850. Cet équipement est resté inchangé jusqu'en 1878.
Avec la reprise de la station du haut Peissenberg par la station météorologique centrale royale de Munich, elle a été équipée de nouveaux appareils. Le vieil abri thermométrique a été remplacé par un coffret à thermomètre en zinc de section carrée, qui contenait un psychromètre et un thermomètre à maximum et minimum. Un coffret à thermomètre normal cylindrique de zinc laqué de blanc, à double toit conique a été rajouté en 1888. La station a reçu en 1892 un barographe supplémentaire et en 1878 un nouveau pluviomètre de Bezold avec une surface de captage de 500 cm2. Celui-ci a été construit dans le coin sud-est du jardin situé à l'est du presbytère, à environ 26 m du bâtiment.

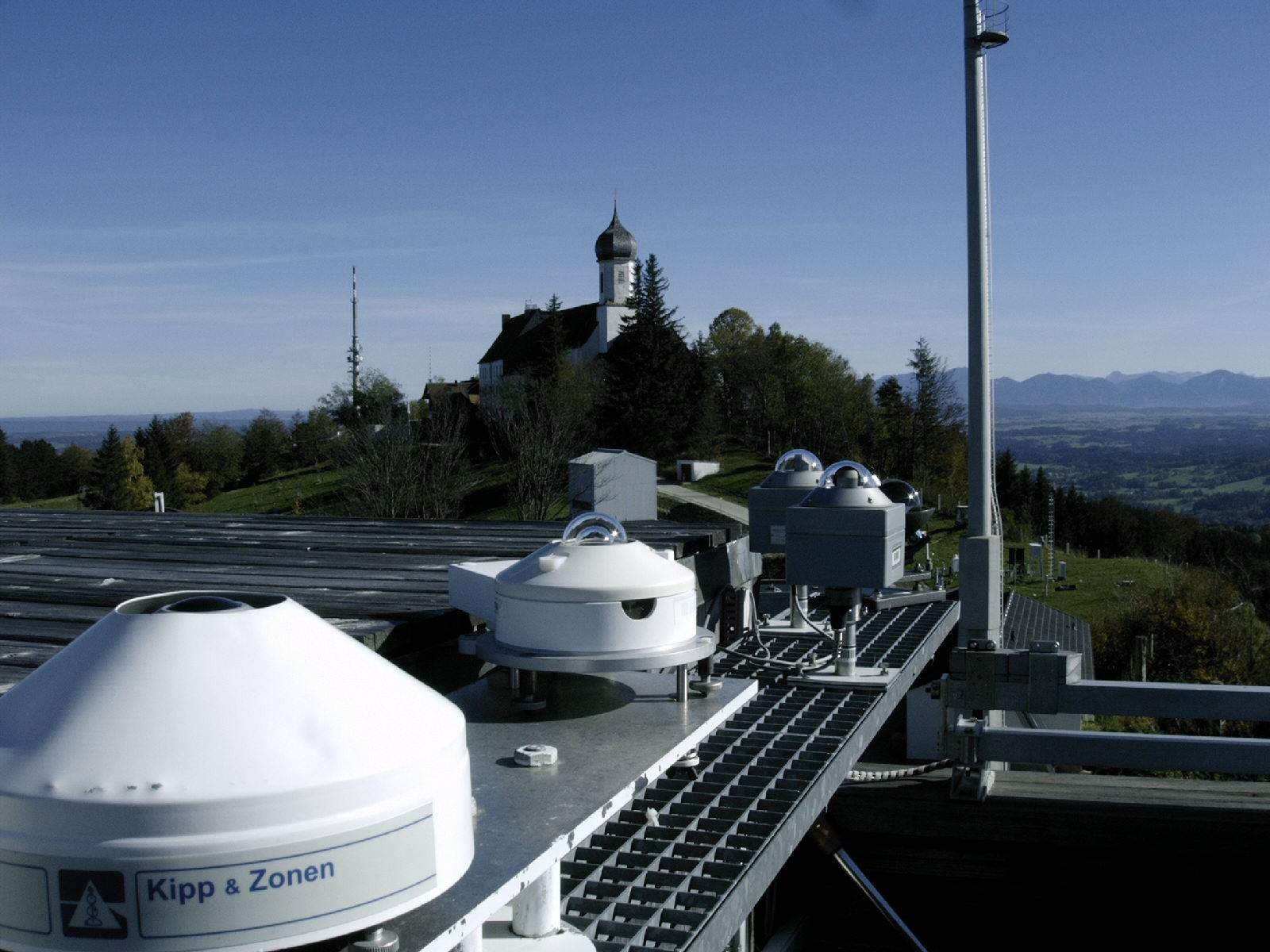
Appareils de mesure

Le pluviomètre de Bezold a été échangé vers 1902/1903 contre un pluviomètre de Hellmann de 200 cm2 de surface de captage. Un anémomètre ancien à lecture directe a pu être acquis en 1910, et en outre un thermographe et un hygrographe ont été installés. En 1910, les mesures de vent ont commencé avec la construction d'un anémomètre à coupelles de Fuess sur la plateforme du presbytère. La station a reçu en 1936 un baromètre de station de Fuess. Dans le jardin entre l'auberge et le monastère, on a pu aménager un champ de mesures de 4 m × 4 m. On y trouvait un abri thermométrique avec psychromètre, thermomètre à extrema, hygromètre à cheveu, thermographe, hygrographe, aspirateur, pluviomètre de montagne, et un thermomètre de sol à minimum. Sur la plateforme du monastère, on a installé en 1936 un enregistreur d'ensoleillement et en 1938 un enregistreur de vent Fuess Universal.

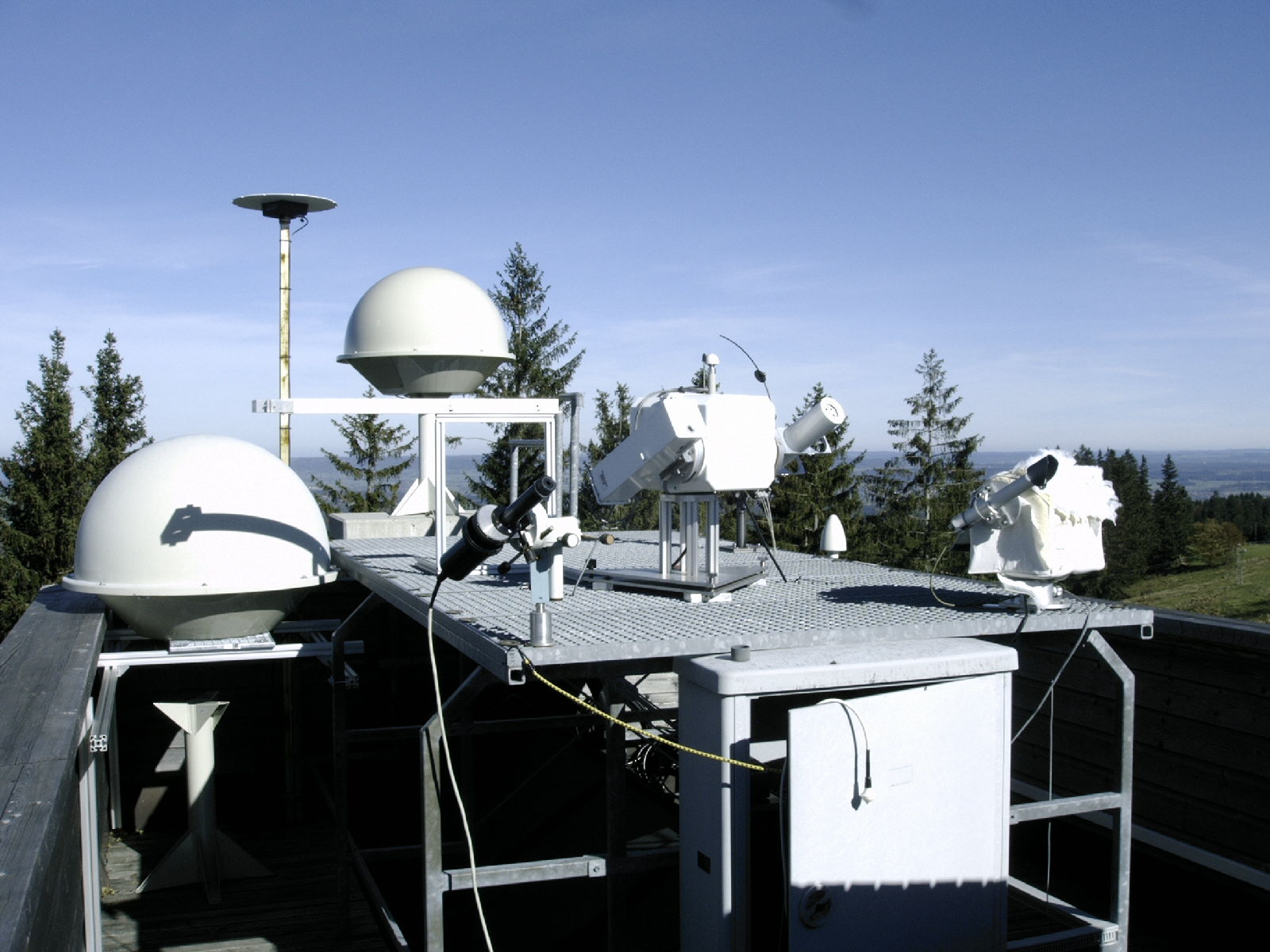
Appareils de mesure

Avec le déménagement de la station dans le bâtiment actuel de l'observatoire en 1940, les instruments de chambre sont installés au deuxième étage dans la salle d'observation. Le champ de mesures avec l'abri climatique est reconstruit aussi en 1940 sur le terrain de l'observatoire. L'enregistreur de vent Fuess Universal est placé sur un mât sur le toit du bâtiment de la station. L'enregistreur d'ensoleillement reste tout d'abord à son ancien emplacement et n'est déménagé qu'en 1946 sur la plateforme de l'observatoire. En 1948, on pouvait y mettre en fonction un actinographe Robitsch, et en 1957 un solarimètre de Moll-Gorczynski.
Avec la reprise de l'activité de recherche, de nombreux appareils et dispositifs de mesure sont ajoutés. Fin 1964, l'extension des tâches de recherche nécessita en outre la construction d'appareils de mesure électroniques modernes, comme deux théodolites électroniques dans le domaine des ondes décimétriques, et un radar primaire dans le domaine de la bande X. En 1971, une installation de traitement de données électronique et en 1974 un radar à état solide dans la bande C sont mis en fonction, outre un spectrophotomètre de précision, et des appareils de chimie et d'optique pour la mesure de l'ozone dans l'atmosphère.

## Observations

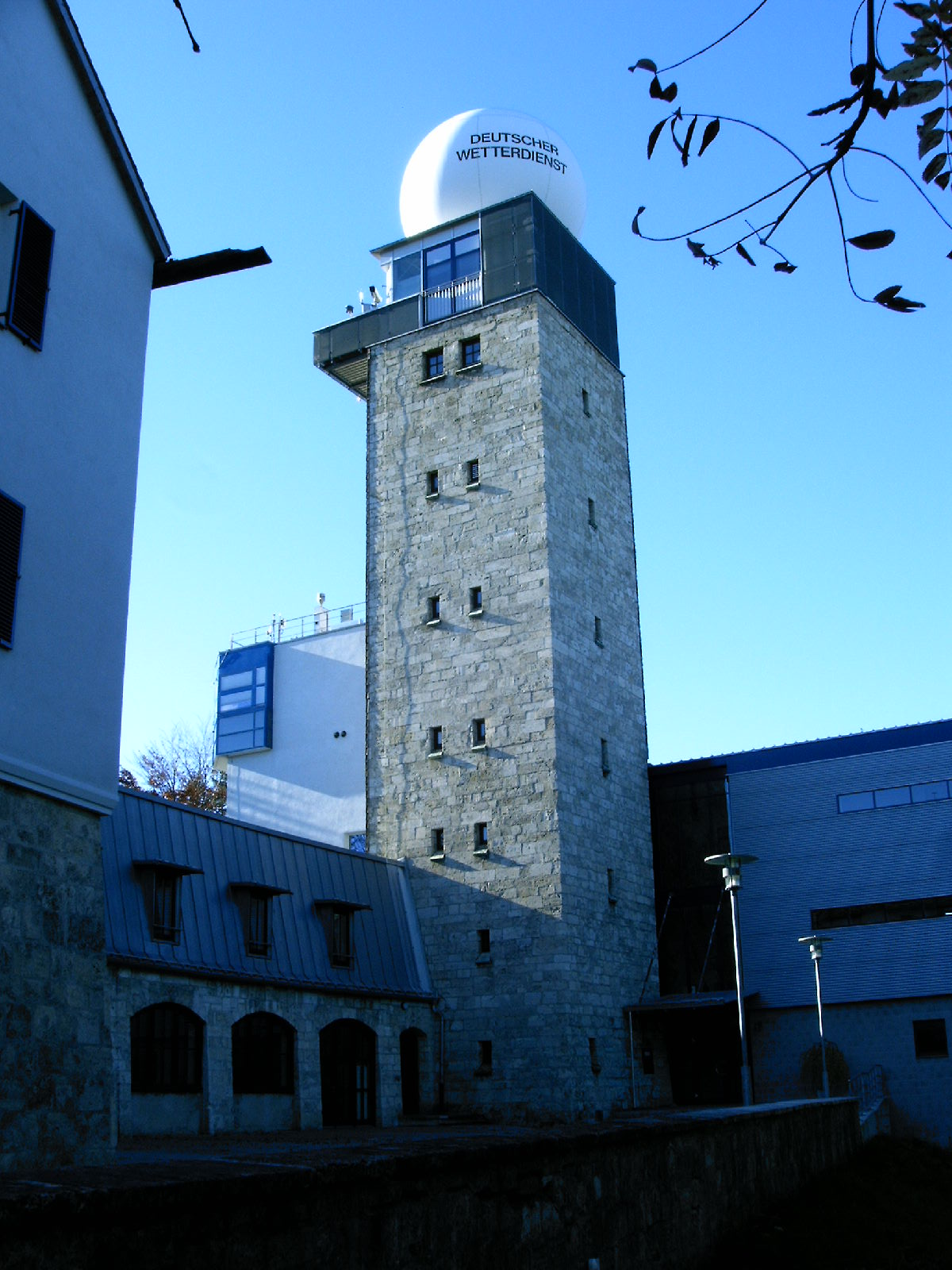
Tour de l'observatoire

Dans les séries d'observations au haut Peissenberg, il faut distinguer plusieurs intervalles marqués par des changements d'appareils ou changement de site. Au transfert de la station du haut Peissenberg à la station météorologique centrale royale de Munich, en octobre 1878, l'ensemble des instruments a été changé. Ceci a eu un effet spécialement sur les mesures de précipitations. On a donc dû essayer de différentes manières d'égaliser les différences qui se retrouvaient dans les mesures. Un rapport sur les vieux appareils de mesure de précipitations se retrouve dans les Observations de 1879 : 
« Le pluviomètre se trouvait précédemment sur la plateforme décrite ci-dessus, un peu au-dessus et sur le côté du sommet du toit extrêmement pentu, 22 m au-dessus du sol. Cette circonstance, associée à  la forme habituelle du pluviomètre - un entonnoir plat de section carrée - devait nécessairement conduire à des résultats trop faibles, ce qui fait que les anciennes mesures de quantités de précipitations ne sont pas comparables avec les nouvelles. »
— Observations de 1879

### De 1781 à 1878
Les résultats d'observations des années 1781 à 1878 ont été présentées dans diverses publications, journaux et compilations : les publications se trouvent dans les Ephemerides Societatis Meteorologicae Palatinae, abrégées en Éphémérides des années  1781 à 1792, dans les Annalen der Münchener Sternwarte, 1. Supplementband (Annales de l'observatoire de Munich, 1er volume supplémentaire) de 1792 à 1850, et Annalen der Münchener Sternwarte, VII. Supplement de 1851 à 1864, toujours par Johann von Lamont. Les journaux sont les copies reliées de 1800 à 1835. Les compilations d'observations existent sous plusieurs formes, comme les Extensobeobachtungen (Observations in extenso) pour chaque élément, de 1792 à 1864 et de 1865 à 1874. Il y a des tables mensuelles des années 1840 à 1878. L'exploitation des divers paramètres de mesure existent pour les années de 1792 à 1960 et il existe des moyennes mensuelles des paramètres de mesure de 1790 à 1806. Au Zentralamt des Deutschen Wetterdienstes (service central du service météorologique allemand), il y a la liste Hollerith des années 1781 à 1878.
L'examen des matériaux existants sur les données montre que le changement d'appareils, ainsi que les changements de la méthode d'exploitation ont influencé plus ou moins fortement les séries de mesures. Depuis le début jusqu'à leur sécularisation, ce sont les chanoines de la fondation de Rottenbuch qui ont fait les observations. À partir de 1806, avec la reprise de la station par l'académie royale des sciences, c'était le professeur titulaire, second observateur, qui était responsable en général de l'observation du matin, tandis que le curé prenait les observations de midi et du soir. Les observations faites par les curés étaient plus uniformes.

### De 1879 à 2007
En octobre 1878, la plupart des appareils ont été changés. Mais l'abri thermométrique est resté sans changement  à sa place. En 1888, on a fait des mesures de comparaison avec le nouvel abri thermométrique standard bavarois de zinc peint en blanc. Il était fixé par un bras mobile sur le dormant de la fenêtre, et on le tirait avec un fil pour faire les lectures. Les mesures de comparaison ont été continuées pendant un an jusqu'en octobre 1889. Le directeur de l'institut central exploita les données personnellement. Le résultat fut que l'ancien abri pouvait continuer à être utilisé. Il y a eu aussi des mesures de comparaison entre l'hygromètre à cheveu et le psychromètre, où l'on constata que l'hygromètre présentait des fautes de construction. Là dessus, les appareils concernés ont été réparés dans toutes les stations.

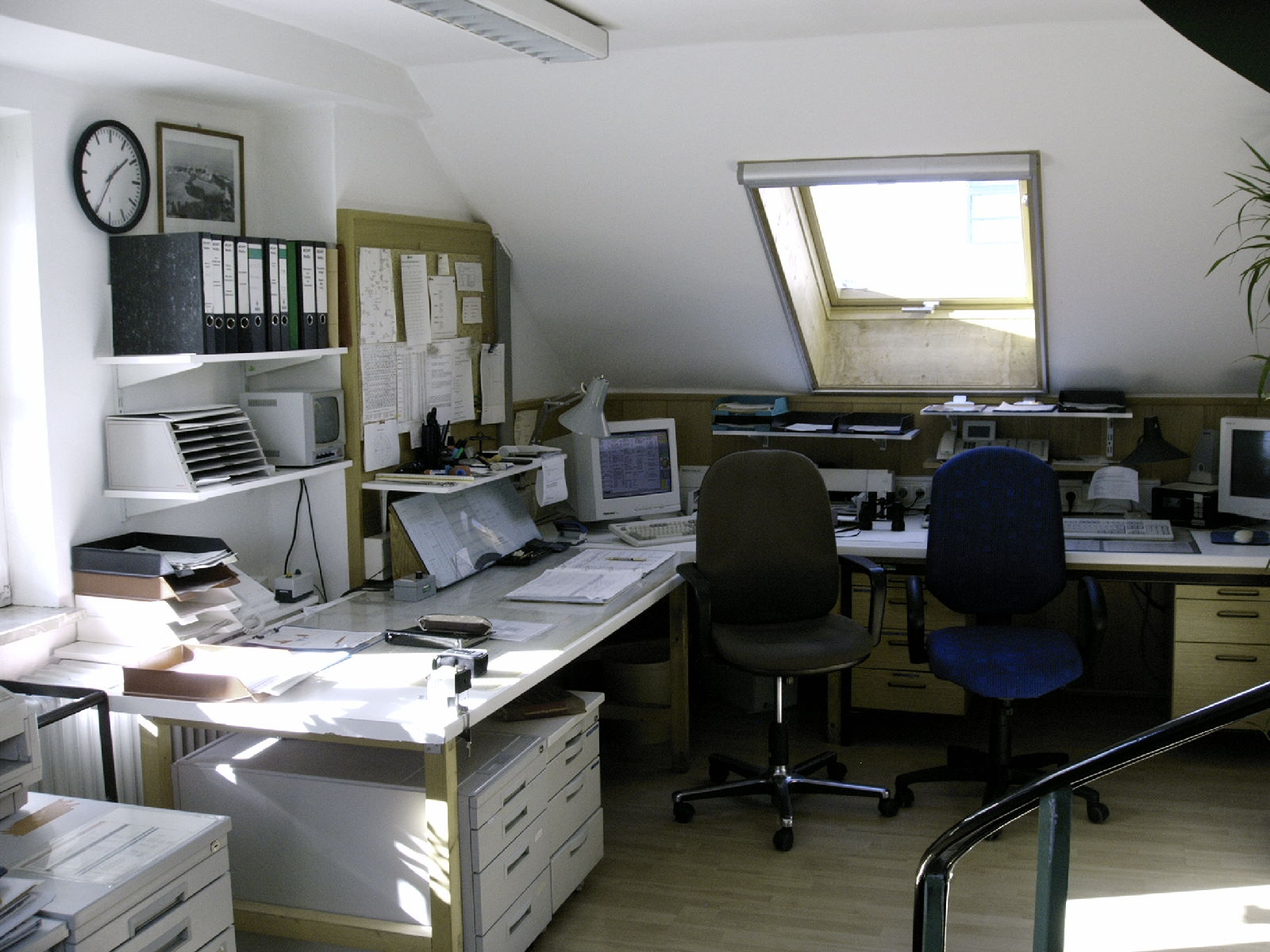
Bureau de l'observatoire

À partir de 1879, la série d'observations ne montre qu'une brève interruption à la fin de la seconde Guerre mondiale. Les données manquent pour 11 jours, du 3 au 13 mai 1945. Mais les lacunes ont pu être comblées par des interpolations à partir d'observations de Munich, Augsbourg, Füssen, et de notes météorologiques privées, en tenant compte de la situation météorologique. Certains changements dans la série des observations sont survenus quand la station a été reprise le 1er décembre 1936 par le service météorologique du Reich, et la station a été prise en charge par des observateurs officiels. Un autre changement a eu lieu le 10 avril 1940, quand la station a été déménagée du bâtiment du monastère dans celui du nouvel observatoire.
Weickmann a constaté que dans le déménagement de 1940, aucune comparaison de mesures n'avait été faite pour mettre en évidence les différences entre les deux sites. C'est pourquoi Weickmann a fait en 1948 des mesures de comparaison entre l'ancien abri sur la fenêtre et le nouveau champ de mesures sur le terrain de l'observatoire. Il a eu besoin pour cela d'un thermomètre à lecture à distance. Comme cela provoqua des questions, il a répondu le 21 mars 1949 :
« Nous avons constaté que lors du déménagement du presbytère au bâtiment actuel, il n'y a pratiquement eu aucune mesure de comparaison entre les deux sites. Compte tenu de la série du haut Peissenberg qui aura bientôt 170 ans, ce genre de mesure paraît cependant absolument nécessaire »
— Helmut Weickmann
Les mesures, où le thermomètre demandé a été installé dans l'ancien abri de fenêtre, et leur exploitation, ont été faites par Hommel. Il a été aussi essayé ensuite d'utiliser les différences obtenues pour égaliser les séries temporelles avant et après 1940, mais actuellement la série temporelle est utilisée sans homogénéisation. Le déménagement de 1940 a donné un changement sensible de la pression atmosphérique, en moyenne une croissance des valeurs, ce que l'on peut rapporter au changement d'altitude de la station.

## Données climatiques

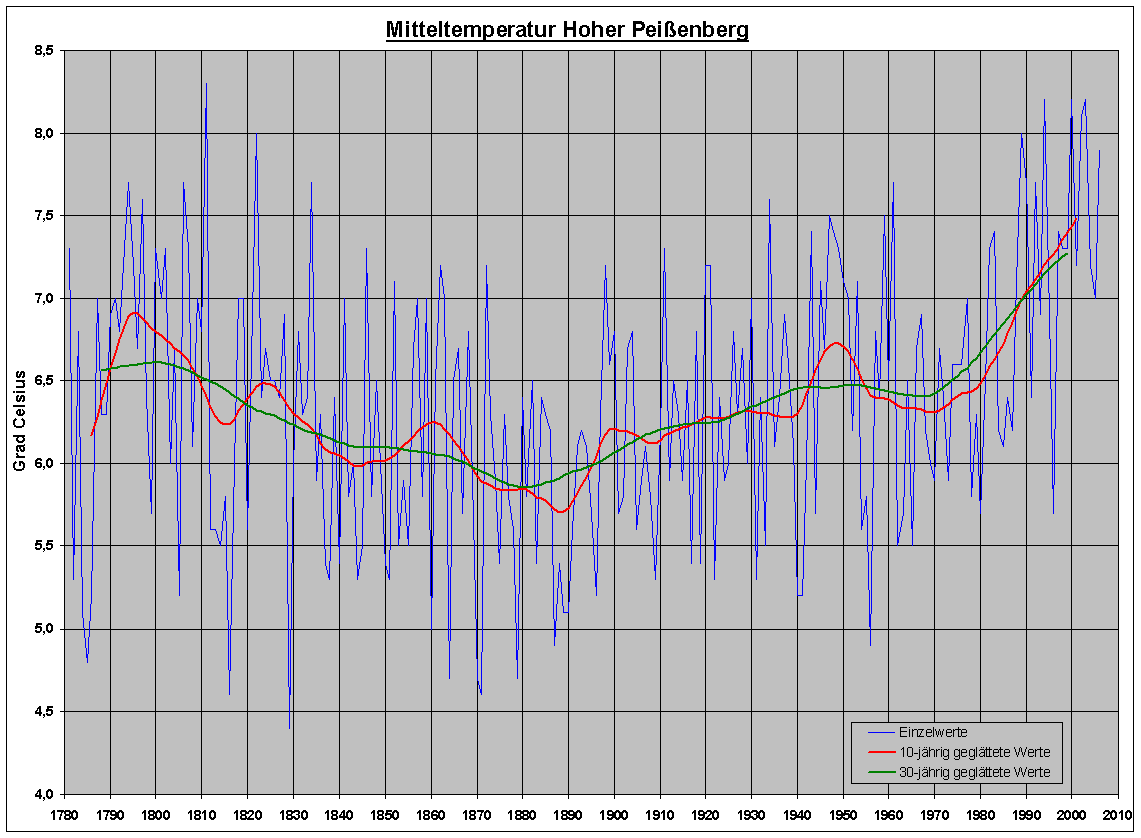
Série de températures,

Johannes Grunow a fait des recherches sur les séries de mesures de la station du haut Peissenberg et a résumé celles-ci dans une compilation pour l'intervalle de 1761 à 1960. Cette compilation a ensuite été prolongée jusqu'à la date actuelle. Les valeurs du climat pour le haut Peissenberg remontent en partie jusqu'à 1781, comme par exemple les moyennes de températures. Les valeurs extrêmes des températures ne peuvent être établies que depuis l'introduction des thermomètres à maximum et minimum en 1879.
Les moyennes de température ont été déduites de trois lectures par jour. Des mesures de précipitations représentatives existent depuis 1879, parce que le pluviomètre était installé précédemment sur le toit du presbytère, où les mesures étaient influencées par le vent. D'autres éléments du climat ne se sont ajoutés qu'avec les accroissements de l'équipement en appareils, comme les mesures de la hauteur de la neige à partir de 1901 et de la durée d'ensoleillement à partir de 1937.
| Valeurs climatiques de la station du haut Peissenberg | Valeurs climatiques de la station du haut Peissenberg | Valeurs climatiques de la station du haut Peissenberg | Valeurs climatiques de la station du haut Peissenberg | Valeurs climatiques de la station du haut Peissenberg | Valeurs climatiques de la station du haut Peissenberg | Valeurs climatiques de la station du haut Peissenberg | Valeurs climatiques de la station du haut Peissenberg | Valeurs climatiques de la station du haut Peissenberg | Valeurs climatiques de la station du haut Peissenberg | Valeurs climatiques de la station du haut Peissenberg | Valeurs climatiques de la station du haut Peissenberg | Valeurs climatiques de la station du haut Peissenberg | Valeurs climatiques de la station du haut Peissenberg | Valeurs climatiques de la station du haut Peissenberg |
| Grandeur                                              | Intervalle                                            | Jan.                                                  | Fév.                                                  | Mars                                                  | Avr.                                                  | Mai                                                   | Juin                                                  | Juil.                                                 | Août                                                  | Sept.                                                 | Oct.                                                  | Nov.                                                  | Déc.                                                  | Année                                                 |
| ----------------------------------------------------- | ----------------------------------------------------- | ----------------------------------------------------- | ----------------------------------------------------- | ----------------------------------------------------- | ----------------------------------------------------- | ----------------------------------------------------- | ----------------------------------------------------- | ----------------------------------------------------- | ----------------------------------------------------- | ----------------------------------------------------- | ----------------------------------------------------- | ----------------------------------------------------- | ----------------------------------------------------- | ----------------------------------------------------- |
| Température moyenne (°C)                              | 1781 – 2008                                           | -2,0                                                  | -1,2                                                  | 1,3                                                   | 5,3                                                   | 10,0                                                  | 13,0                                                  | 15,0                                                  | 14,6                                                  | 11,6                                                  | 7,1                                                   | 2,1                                                   | -0,9                                                  | 6,4                                                   |
| Température moyenne maxi (°C)                         | 1781 – 2008                                           | 6,1 1796                                              | 5,1 1990                                              | 6,2 1822 1957 1989                                    | 12,1 1800                                             | 15,3 1868                                             | 19,3 2003                                             | 19,8 2006                                             | 20,7 2003                                             | 16,3 1961                                             | 12,8 2001                                             | 7,4 1852                                              | 4,5 1806                                              | 8,3 1994 2003                                         |
| Température moyenne mini (°C)                         | 1781 – 2008                                           | -8,5 1848                                             | -12,4 1956                                            | -6,0 1785                                             | -0,5 1817                                             | 5,2 1876                                              | 8,8 1923                                              | 11,3 1913                                             | 11,2 1833 1844                                        | 5,3 1912                                              | 0,8 1905                                              | -3,9 1851                                             | -10,5 1788                                            | 4,4 1829                                              |
| Température maxi (°C)                                 | 1879 – 2008                                           | 17,2 2002                                             | 19,7 2008                                             | 21,6 2008                                             | 25,5 2003                                             | 28,3 1958                                             | 31,8 1980                                             | 33,8 1947                                             | 33,1 2003                                             | 29,6 1943                                             | 26,3 1981                                             | 21,5 1968                                             | 18,5 1985                                             | 33,8 1947                                             |
| Température mini (°C)                                 | 1879 – 2008                                           | -26,3 1907                                            | -29,1 1929                                            | -18,8 1886                                            | -11,0 1905                                            | -6,6 1906                                             | -1,1 1962                                             | -0,8 1903                                             | 0,2 1903                                              | -3,5 1897                                             | -10,8 1920                                            | -14,9 1890                                            | -21,1 1879                                            | -29,1 1929                                            |
| Précipitations moyennes                               | 1879 – 2008                                           | 57                                                    | 51                                                    | 61                                                    | 82                                                    | 121                                                   | 154                                                   | 159                                                   | 140                                                   | 110                                                   | 73                                                    | 63                                                    | 58                                                    | 1129                                                  |
| Précipitations totales maxi (mm)                      | 1879 – 2008                                           | 140,6 1968                                            | 165,5 1970                                            | 185,1 1939                                            | 207,7 1965                                            | 350,7 1999                                            | 366,6 1979                                            | 346,5 1993                                            | 277,8 1970                                            | 239,1 1899                                            | 226,5 1981                                            | 199,3 1992                                            | 154,7 1918                                            | 1581,9 1939                                           |
| Précipitations totales mini (mm)                      | 1879 – 2008                                           | 1,8 1997                                              | 8,8 1882                                              | 10,3 1918                                             | 2,8 1893                                              | 16,6 1992                                             | 43,5 1887                                             | 29,3 2006                                             | 35,4 1947                                             | 21,7 1895                                             | 2,7 1943                                              | 5,7 1920                                              | 5,5 1888                                              | 776,2 1943                                            |
| Précipitations journalières maxi (mm)                 | 1879 – 2008                                           | 42,4 1912                                             | 54,5 1990                                             | 61,3 2000                                             | 58,1 1892                                             | 138,5 1999                                            | 116,8 1979                                            | 94,5 1910                                             | 91,2 1970                                             | 65,4 1888                                             | 49,8 1973                                             | 79,4 1921                                             | 47,0 1918                                             | 138,5 1999                                            |
| Ensoleillement moyen (h)                              | 1937 – 2008                                           | 93                                                    | 103                                                   | 142                                                   | 163                                                   | 197                                                   | 206                                                   | 230                                                   | 215                                                   | 174                                                   | 143                                                   | 90                                                    | 82                                                    | 1840                                                  |
| Ensoleillement total maxi (h)                         | 1937 – 2008                                           | 178 1989                                              | 204 1959                                              | 244 1953                                              | 317 2007                                              | 264 1950                                              | 310 1976                                              | 332 2006                                              | 314 1947                                              | 286 1959                                              | 225 1971                                              | 166 1978                                              | 171 1972                                              | 2215 2003                                             |
| Ensoleillement total mini (h)                         | 1937 – 2008                                           | 49 1987                                               | 41 1970                                               | 67 1944                                               | 82 1989                                               | 97 1939                                               | 123 1956                                              | 144 1980                                              | 133 2006                                              | 69 2001                                               | 57 1992                                               | 37 1964                                               | 31 1947                                               | 1547 1987                                             |
| Hauteur mensuelle neige maxi (cm)                     | 1901 – 2008                                           | 78 1959                                               | 100 1978                                              | 115 1988                                              | 73 1979                                               | 22 1979                                               | 10 1962                                               | 0 –                                                   | 0 –                                                   | 17 2002                                               | 35 1956                                               | 56 1999                                               | 75 1962                                               | 115 1988                                              |
| Nombre moyen jours chauds (Tmax>25 °C)                | –                                                     | –                                                     | –                                                     | –                                                     | –                                                     | 0,4                                                   | 1,3                                                   | 3,3                                                   | 2,6                                                   | 0,4                                                   | –                                                     | –                                                     | –                                                     | 8,1                                                   |
| Nombre moyen jours de givre (Tmin<0 °C)               | –                                                     | 25,5                                                  | 22,0                                                  | 19,0                                                  | 11,7                                                  | 2,6                                                   | 0,1                                                   | 0                                                     | –                                                     | 0,3                                                   | 5,5                                                   | 16,1                                                  | 23,5                                                  | 126,4                                                 |
| Nombre moyen jours de gelée (Tmax<0 °C)               | –                                                     | 12,5                                                  | 10,4                                                  | 5,7                                                   | 1,0                                                   | –                                                     | –                                                     | –                                                     | –                                                     | –                                                     | 0,7                                                   | 5,8                                                   | 11,2                                                  | 47,4                                                  |

## Liens web
- (de) « Website Meteorologisches Observatorium Hohenpeißenberg mit Beschreibung des Observatoriums, aktuellen Wetterdaten und Webcam » (consulté le 18 septembre 2014)
- (de) « Historische Wetterdaten (Monatswerte) vom Hohenpeißenberg ab 1871 als Excel-file » (consulté le 24 octobre 2014)
- (de) « Seite beim Deutschen Wetterdienst » (consulté le 24 octobre 2014)
- (de) « GAW Hohenpeißenberg beim Umweltbundesamt » (consulté le 24 octobre 2014)
- (de) « Das Meteorologische Observatorium bei Hohenpeißenberg » (consulté le 24 octobre 2014)
- (de) « Beitrag bei der DMG » (consulté le 24 octobre 2014)